# Emancipation (Album)
Emancipation (englisch für Emanzipation) ist das 19. Studioalbum des US-amerikanischen Musikers Prince. Es erschien am 19. November 1996 als CD-Dreifachalbum bei dem Musiklabel EMI Group / NPG Records und ist sein drittes Album, das er unter seinem unaussprechbaren Symbol als Pseudonym veröffentlichte. Außerdem ist es sein erstes Album, das nicht über Warner Bros. Records vertrieben wird; aufgrund von Differenzen mit Warner hatte Prince seinen Künstlernamen im Jahr 1993 abgelegt.
Das Dreifachalbum kann als sein autobiografischstes Album bezeichnet werden, weil sich einige Liedtexte auf seine damalige private Situation beziehen, etwa seine Hochzeit mit Mayte Garcia im Februar 1996 und ihren damals noch ungeborenen Sohn, der Mitte Oktober 1996 mit schwersten Behinderungen auf die Welt kam und nach einer Woche starb. Zudem handeln die Liedtexte von Liebe, zwischenmenschlichen Beziehungen sowie Vorwürfen gegen die Musikindustrie.
Die Musik zählt zu den Genres Contemporary R&B, Funk, Pop, Rock und Soul. Als Gäste wirken Brian Lynch, Kate Bush, Mayte Garcia, Rosie Gaines, Savion Glover sowie die damaligen Mitglieder von The New Power Generation mit. Auf Emancipation veröffentlichte Prince zum ersten Mal auf einem Studioalbum Coverversionen, was er in seiner Karriere sehr selten tat. Jede CD besitzt eine Spieldauer von genau 60 Minuten und enthält zwölf Songs.
Musikkritiker bewerteten Emancipation überwiegend positiv und aus kommerzieller Sicht erzielte das Album Doppelplatin in den USA und erreichte Platz eins in der Schweiz. Anlässlich der Albumveröffentlichung spielte Prince 1997 zwei Tourneen, wobei seine zweite Tournee mit Namen „Jam of the Year World Tour“ mit Einnahmen von 30 Millionen US-Dollar ebenfalls kommerziell erfolgreich war.
Am 13. September 2019 veröffentlichte The Prince Estate („Der Prince-Nachlass“) Emancipation erstmals auf Schallplatte; das Album ist als Boxset mit sechs Schallplatten in ausschließlich lilafarbenem Vinyl erhältlich.

## Entstehung

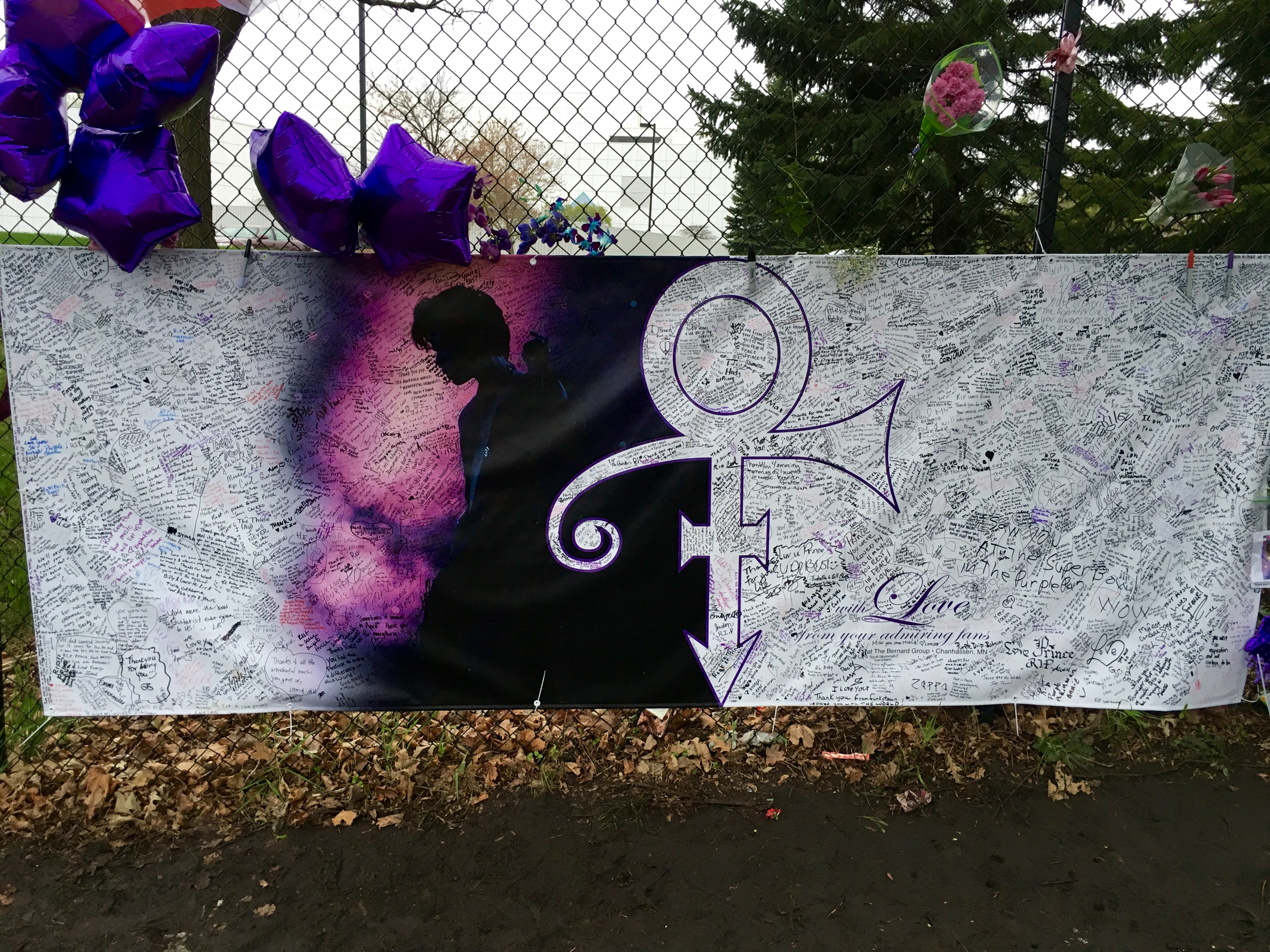
Das unaussprechbare Symbol

Seit 1977 hatte Prince bei Warner Bros. Records unter Vertrag gestanden, als es 1993 zwischen ihm und dem Musiklabel zu einem Streit kam. In dessen Folge legte Prince seinen Künstlernamen ab und trug stattdessen ein unaussprechbares Symbol als Pseudonym. Emancipation ist sein erstes Album, das er nicht bei Warner veröffentlichte, sondern bei der EMI Group. Trotzdem musste er seinen laufenden Vertrag bei Warner bis zum 31. Dezember 1999 erfüllen und brachte bei diesem Major-Label zwangsläufig weiterhin Tonträger unter den Namen „Prince“ heraus – parallel zum Warner-Vertrag schloss er aber auch Verträge unter seinem Symbol bei anderen Tonträgerunternehmen ab und veröffentlichte Alben und Singles.
Emancipation bezeichnete Prince als „born to make“ und hob hervor, es sei sein wichtigstes Album in seiner bisherigen Karriere. Üblicherweise schirmte er sein Privatleben rigoros ab und sprach öffentlich nur sehr selten darüber, doch auf Emancipation beschäftigt er sich mit Themen wie mit seiner Hochzeit im Februar 1996 sowie mit seiner bevorstehenden Vaterschaft.
Im Januar 1995 begann Prince an dem Album Emancipation zu arbeiten. Er nahm diverse Songs auf, wobei aber das Albumkonzept erst im Laufe des Jahres Gestalt annahm. Letztendlich war er bis Oktober 1996 beschäftigt und nahm alle Songs in seinem Paisley Park Studio in Chanhassen in Minnesota auf. Das Mastering führte Vlado Meller (* 1947) in den Sony Music Studios in New York City durch.
Prince arbeitete bei den Albumaufnahmen mit Kirk Johnson (* 1964) eng zusammen, der ihn vor allem als Toningenieur unterstützte. Johnson wisse, „wie man einen Computer benutzt, um eine Rhythmusspur aufzubauen“, sagte Prince. Er selbst habe „so etwas nicht gern“ gemacht, weil ihm „dabei oft der Song verloren“ gegangen sei. Letztendlich kreierte Johnson für jeden Track auf Emancipation die Rhythmusspur und führte bei den meisten Aufnahmen die Oberaufsicht, wobei Prince aber immer die endgültige Entscheidung traf. Er hatte Johnson bereits im Jahr 1984 bei den Dreharbeiten zum Film Purple Rain kennengelernt, in dem Johnson in einer kleinen Nebenrolle als Tänzer mitwirkt. Im Jahr 1990 integrierte ihn Prince als Tänzer in seiner Begleitband The New Power Generation, später auch als Schlagzeuger. Im Laufe der Jahre wurde Johnson bis zu Prince’ Tod im Jahr 2016 sein persönlicher Assistent.
Den ersten Song, den Prince letztendlich auf Emancipation platzierte, nahm er mit New World bereits Ende Januar 1994 auf. Ursprünglich hieß das Stück Love 4 1 Another, aber er benannte es später um. Den ersten Song, den er gezielt für Emancipation geschrieben hatte, war Mitte 1995 Right Back Here in My Arms. Weitere Songs waren unter anderem das Titelstück Emancipation und Slowly Candle Burns, den Prince später in Slave umbenannte.
Während Prince mit den Albumaufnahmen für Emancipation beschäftigt war, veröffentlichte Warner Bros. Records im März 1996 das Album Girl 6, auf dem sich 13 von ihm produzierte Songs befinden, die als Soundtrack zum gleichnamigen Film von Spike Lee dienen. Außerdem nahm Prince im Februar und März 1996 Songs auf, die er auf seinem Album Chaos and Disorder im Juli 1996 veröffentlichte, ebenfalls vertrieben durch Warner Bros. Records.
Als Prince im Juli 1996 mehr als die Hälfte von Emancipation fertiggestellt hatte und weitere Songs wie Betcha by Golly Wow!, Eye Can’t Make U Love Me, Face Down, My Computer, One of Us und The Holy River aufgenommen hatte, engagierte er den deutschen Toningenieur Hans-Martin Buff (* 18. Juni 1969 in Garmisch-Partenkirchen). Bereits an dessen erstem Arbeitstag spielte Prince mit Buff die vier Stücke Dreamin’ About U, Emale, Sleep Around und The Love We Make ein. Gemäß Buff lud Prince den Toningenieur Peter Mokran ein, damit dieser den Song Sleep Around überarbeitete, doch seine Version veröffentlichte Prince nicht. Mokran war als Toningenieur für R. Kellys im November 1995 veröffentlichtes gleichnamige Studioalbum zuständig, das sich bis Juni 1996 allein in den USA drei Millionen Mal verkaufte.
Prince habe vieles allein gemacht, sagte Buff, vor allem was seinen Gesang betraf; üblicherweise sei sein Mikrophon über dem Mischpult installiert gewesen und er habe alles selbst aufgenommen. Lediglich beim Mixing nahm er Hilfe in Anspruch. Manchmal wollte Prince „etwas in einem bestimmten Tempo“, worauf – nicht wie sonst üblich – erst die Strophe und dann der Refrain programmiert wurde. Meistens spielte er darüber noch Gitarre oder Keyboard und der jeweilige Song war fertiggestellt. War ein Song bereits fertiggestellt, nahm Prince seinen Gesang auf und optimierte ihn mit bereits fertiggestellten arrangierten „Stückchen und Effekten“. Weitere Songs, an denen Buff als Toningenieur beteiligt war, waren die sechs Tracks Curious Child, Jam of the Year, Mr. Happy, Sex in the Summer, We Gets Up sowie Joint 2 Joint, den Prince als letztes Stück für Emancipation aufgenommen habe. Letztendlich arbeitete Prince bis Juli 2000 mit Buff zusammen.

### Vertragsinhalte
Nach dem Prince über 18 Jahre bei Warner Bros. Records unter Vertrag gestanden hatte, traf er sich am 10. Oktober 1996 in New York City mit der obersten Führungsspitze von der EMI Group und präsentierte das fertiggestellte Dreifachalbum Emancipation. Er wollte bereits im Jahr 1987 bei Warner ein Dreifachalbum mit Namen Crystal Ball veröffentlichen, was ihm das Musiklabel aber verweigerte, weil man befürchtete, der hohe Verkaufspreis werde den kommerziellen Erfolg gefährden.
Innerhalb von 24 Stunden schloss Prince mit dem zur EMI Group gehörendem Label EMI-Capitol einen Vertrag ab, was am 17. Oktober 1996 per Pressemitteilung öffentlich bekannt gegeben wurde. Der Vertrag umfasste nur das Album Emancipation, wofür Prince einen sogenannten „P&D-Deal“ (Produktion und Vertrieb) unterschrieben hatte; damit war er sowohl für die Herstellung der CDs als auch für den Vertrieb und für die gesamte Musikpromotion zuständig. EMI-Capitol leistete eine Vorauszahlung an Prince, der seinerseits einen Prozentsatz des Preises von 22,80 US-Dollar (damals ungefähr 34,26 DM) an das Musiklabel zu zahlen hatte, den Einzelhändler für Emancipation bezahlen mussten. Obwohl spezifische Details öffentlich nicht bekannt gegeben wurden, bestätigte der damalige Prince-Anwalt L. Londell McMillan (* 1966), dass die Vereinbarung im Rahmen eines typischen P&D-Deals gelegen habe, bei dem Musikunternehmen üblicherweise 10 bis 30 Prozent des Großhandelspreises erhalten. Sobald der Künstler sein für Produktion und Vertrieb investiertes Geld eingenommen hat, verdient er 70 bis 90 Prozent an jeder verkauften CD. Im Vergleich zu einem herkömmlichen Lizenzvertrag vertauscht ein P&D-Deal im Wesentlichen die betriebswirtschaftlichen Rollen, wer wofür bezahlt und wer bei überdurchschnittlichem Verkaufserfolg die größten Gewinne erzielt. Für die Musikpromotion von Emancipation durfte Prince das Vertriebsnetz sowie Marketing-, Werbe- und Promotionpersonal von EMI-Capitol in Anspruch nehmen. Außerdem behielt er das Eigentum an den Masterbändern.
Im April 1997 wurde aber das Musiklabel EMI-Capitol aufgrund finanzieller Probleme geschlossen und Prince’ laufender Vertrag verlor mit sofortiger Wirkung an Bedeutung, womit er das Interesse am Projekt Emancipation verlor. In dieser Zeit war er mit seiner „Love 4 One Another Charities Tour“ in den USA unterwegs und konzentrierte sich anschließend auf neue Projekte, wie beispielsweise auf seine „Jam of the Year World Tour“ ab Juli 1997 sowie auf die Albumaufnahmen von Crystal Ball und Newpower Soul, die er beide 1998 veröffentlichte.

### Vermarktung

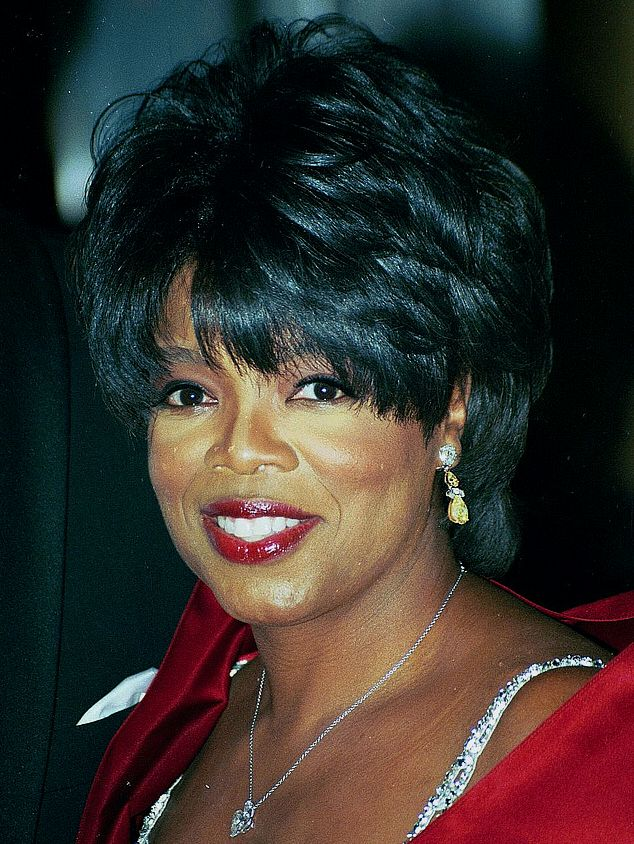
Oprah Winfrey, 1997

Ende Oktober 1996 veranstaltete Prince die im Vorfeld geplante Musikpromotion für Emancipation, obwohl sein Sohn am 23. Oktober gestorben war. Er trat in mehreren populären TV-Shows in den USA auf und gab mehr Interviews als jemals zuvor in seiner Karriere. Während der Promotion versuchte Prince, die Wahrheit über seinen bereits verstorbenen Sohn zu verbergen und forderte Journalisten auf, sich nicht in sein Privatleben und in das seiner Ehefrau Mayte Garcia einzumischen. EMI-Capitol hatte ursprünglich geplant, eine zwei Jahre lang andauernde Werbekampagne zu starten.
Am 26. Oktober 1996 war Prince mit EMI-Capitol Gastgeber in seinem Paisley Park Studio; er spielte vor ungefähr 150 Menschen aus der Musikindustrie und Journalisten einige Stücke von Emancipation und gab eine Pressekonferenz. Zwei Tage später trat er am 28. Oktober in der Sendung Muppets Tonight auf, der Auftritt wurde allerdings erst am 4. Mai 1997 im spanischen und am 13. September 1997 im US-Fernsehen ausgestrahlt. Vom 30. Oktober bis zum 3. November 1996 war Prince in Japan und in Australien unterwegs, um Werbung für Emancipation zu machen.
Am 4. November 1996 war die Moderatorin Oprah Winfrey im Rahmen ihrer damals sehr populären The Oprah Winfrey Show Gast im Paisley Park Studio, um Prince und seine Frau Mayte Garcia zu interviewen. Es war sein erstes Fernsehinterview seit elf Jahren. Garcia trauerte aber noch um ihren verstorbenen Sohn und wollte an dem Interview nicht teilnehmen, was Prince ihr aber untersagte. Er führte Winfrey durch das Paisley Park Studio und präsentierte ihr ein Kinder- und ein Spielzimmer, die Garcia selbst noch nicht kannte. Prince hatte diese Zimmer sowie einen Spielplatz vor dem Paisley Park Studio anlegen lassen, als sie aufgrund von Schwangerschaftskomplikationen im Krankenhaus weilte. Es war als Überraschung für Garcia gedacht, wenn sie mit ihrem gemeinsamen Sohn aus dem Krankenhaus kommen würde. Als Winfrey Prince direkt „Wie steht es um ihr Kind?“ fragte, antwortete er: „Unsere Familie existiert. Wir stehen am Anfang unseres Familienlebens“. Garcia wurde von Prince angewiesen, „kein Wort“ über das verstorbene Kind zu sagen. Das Interview mit Oprah Winfrey wurde am 21. November 1996 im US-Fernsehen ausgestrahlt.
Abgesehen von The Oprah Winfrey Show trat Prince unter anderem am 7. Januar 1997 bei Rosie O’Donnell, am 7. Februar bei Chris Rock und am 26. Februar 1997 bei Top of the Pops im Fernsehen auf.

### Prince’ Sohn

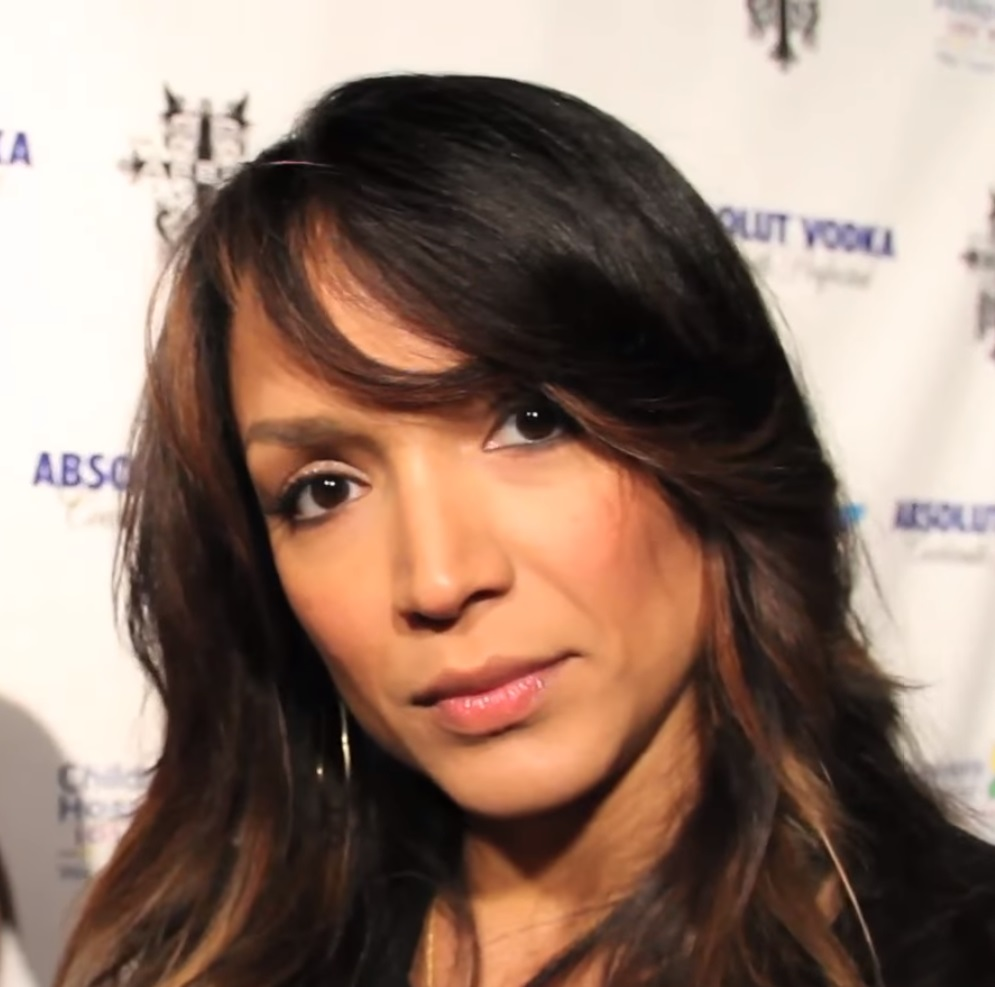
Mayte Garcia, 2013

Am 25. Juli 1995 machte der damals 37-jährige Prince der damals 22-jährigen Mayte Garcia einen Heiratsantrag am Telefon, als er beruflich in Los Angeles in Kalifornien weilte und sie in Barcelona Werbung für sein damals aktuelles Album The Gold Experience machte. Die Hochzeit fand am 14. Februar 1996 in Minneapolis in Minnesota im engsten Familien- und Freundeskreis statt; Trauzeugen waren Kirk Johnson und Garcias Schwester Janice. Prince’ Vater John L. Nelson (* 1916; † 2001) war nicht eingeladen, weil die beiden zu diesem Zeitpunkt keinen Kontakt miteinander hatten. Als Hochzeitstanz diente das Stück Friend, Lover, Sister, Mother/Wife, das Prince wie Let’s Have a Baby gezielt für die Hochzeit komponiert hatte.
Als Garcia schwanger war, gaben Prince und seine Frau dies am 1. April 1996 als offizielle Pressemitteilung bekannt. Der errechnete Geburtstermin war der 6. November 1996 und das Ehepaar einigte sich auf den Vornamen Amiir, was im arabischen „Prinz“ bedeutet. Am 12. Mai 1996 bekam Garcia aber vaginale Blutungen, weil sich die Plazenta von der Gebärmutterwand gelöst hatte. Eine von den Ärzten angeratene Fruchtwasseruntersuchung, mit der ein eventueller Gendefekt beim Kind diagnostiziert werden kann, lehnte Prince mit der Begründung „Wir vertrauen auf Gott“ ab. Ab diesen Tag betete das Ehepaar jeden Tag für ihr noch ungeborenes Kind.
Am 13. September 1996 stellten die behandelnden Ärzte Auffälligkeiten in den Sonografiebildern fest und äußerten den Verdacht einer möglichen „Form von Kleinwuchs“, was der 160 cm große Prince mit „Na und?“ humorvoll zur Kenntnis nahm. Erneut wurde dem Ehepaar eine Fruchtwasseruntersuchung angeraten, weil es „sich auch um eine lebensbedrohliche genetische Störung“ handeln könnte, worauf man „vorbereitet sein“ müsse, was Prince aber erneut ablehnte. Als Garcia in einer Arztpraxis im siebten Schwangerschaftsmonat bereits Wehen bekam, unterschrieb sie gegen ärztlichen Rat, sofort in ein Krankenhaus eingeliefert zu werden; Prince drängte sie zu dieser Maßnahme, weil er sich in seiner Autorität verletzt fühlte, da er es nicht gewohnt war, jemand tritt ihm mit energischer Vehemenz entgegen. Trotzdem fuhr das Ehepaar in das nächstgelegene Krankenhaus von Minneapolis, in dem Garcia schließlich bis zur Geburt ihres Sohnes im Oktober 1996 stationär behandelt wurde.
Am 16. Oktober 1996 wurde das Kind per Kaiserschnitt vorzeitig entbunden, wobei Prince anwesend war. Das Kind litt am Gendefekt Pfeiffer-Syndrom Typ 2 mit geistigen und körperlichen Behinderungen, wie beispielsweise an einer Kraniosynostose, Kurzfingrigkeit und einer Fehlbildung des Enddarms. Zudem atmete es nicht, wurde aber erfolgreich wiederbelebt. Dennoch musste das Kind künstlich beatmet werden und erhielt noch am Tag der Geburt einen operativ angelegten künstlichen Darmausgang.
Als die behandelnden Ärzte am 22. Oktober 1996 Prince und Garcia eröffneten, weitere Operationen wie beispielsweise das Einsetzen einer Trachealkanüle in die Luftröhre sei notwendig, damit das Kind atmen könne, entschied das Ehepaar, keine weiteren medizinischen Maßnahmen durchführen zu lassen. Die Ärzte befürworteten diese Entscheidung und das Ehepaar unterschrieb die dafür erforderlichen Dokumente. Zudem beschlossen Prince und Garcia, das Beatmungsgerät am 23. Oktober 1996 abstellen zu lassen, worauf das Kind am selben Tag 08:45 Uhr morgens starb. Zu diesem Zeitpunkt verweilte das Ehepaar zu Hause und wurde darüber telefonisch informiert. Wenige Stunden später wurde ihnen die Asche in einer Urne nach Hause gebracht, die das Ehepaar aufbewahren durfte. Die Urne habe ihr „alles bedeutet“, sagte Garcia.
Prince hat nur sehr wenige öffentliche Kommentare über den Tod seines Sohnes abgegeben, und die, welche er machte, waren größtenteils ungenau. Auch nachdem die Massenmedien über den Tod des Kindes berichtet hatten, hielt er sein Schweigen und weigerte sich, den Tod des Babys zu bestätigen.
Ende August 1997 war Garcia erneut schwanger und der errechnete Geburtstermin war diesmal der 10. Mai 1998, doch am 19. November 1997 erlitt sie eine Fehlgeburt, was Prince emotionslos zur Kenntnis genommen habe. Garcia hatte eine Molenschwangerschaft, wofür beispielsweise mögliche Erbkrankheiten verantwortlich sein können. Sie unterzog sich einer DNA-Analyse, bei der keine Auffälligkeiten erkannt wurden, informierte aber ihren Ehemann weder über die Untersuchung noch über das Ergebnis; Prince ließ keine entsprechende DNA-Analyse bei sich durchführen und lehnte auch eine mögliche Adoption eines Kindes ab.
Im Sommer 1998 trennte sich das Ehepaar räumlich und später erfuhr Garcia von einer Freundin, Prince habe einen seiner Assistenten angewiesen, alles, was an Amiir erinnerte, zu verbrennen, wie beispielsweise die Babykleidung, die Krippe, Spielzeug, das Spielzimmer und die Urne. Im Mai 2000 ließen sich Prince und Garcia offiziell scheiden.

## Gestaltung des Covers

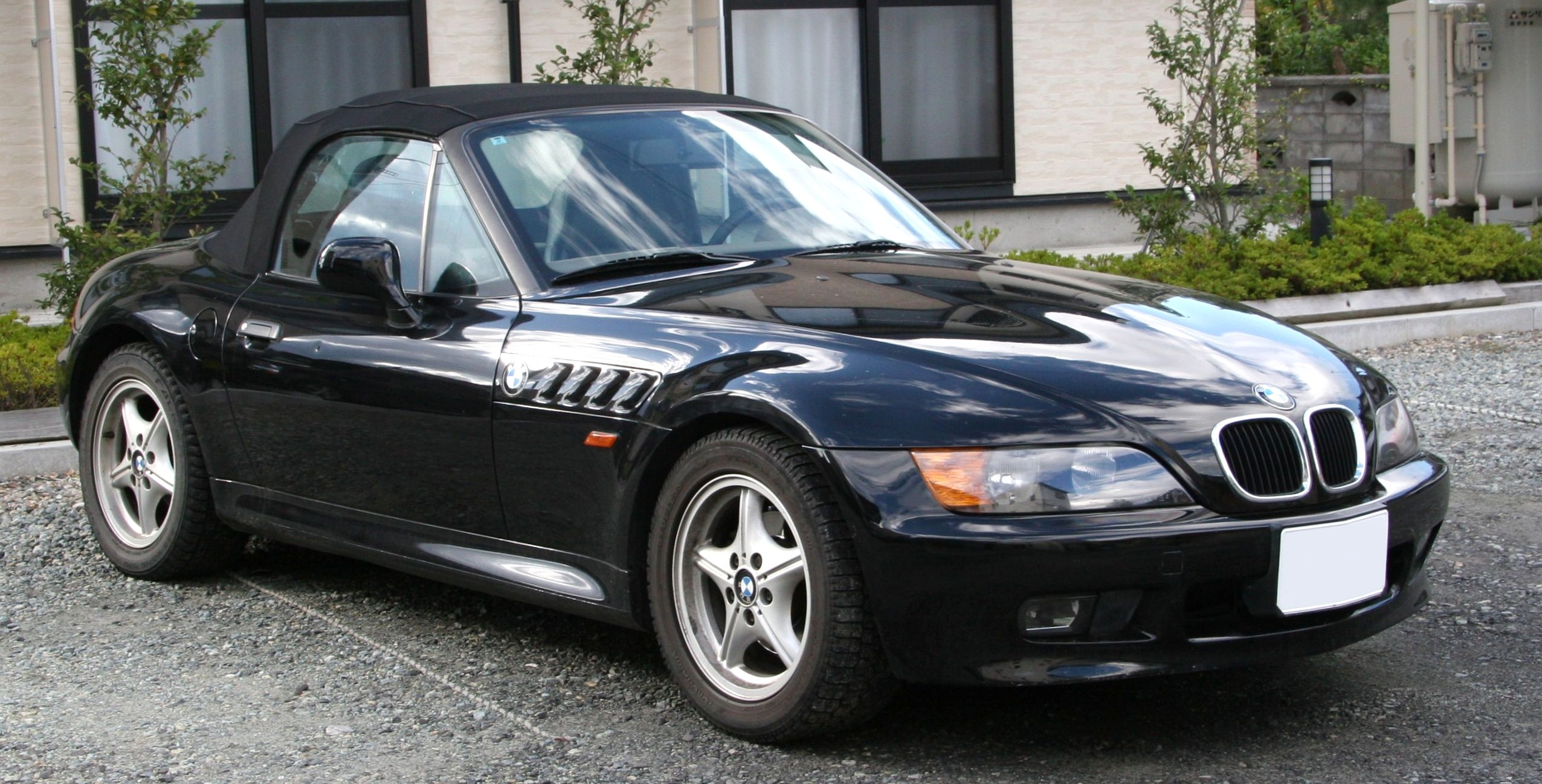
BMW Z3, 1996

Das Dreifachalbum ist vorwiegend in rotorangenen Farbtönen gestaltet. Am unteren Bildrand des Frontcovers sind rechts und links zwei Hände zu Fäusten geballt, mittig darüber prangt Prince’ unaussprechbares Symbol, das die an den seitlichen Bildrändern zerrissenen Ketten gesprengt zu haben scheint. Über dem Symbol ist der Albumtitel „emancipation“ zu lesen. Auf dem Rückcover ist die Tracklist abgedruckt.
Das Booklet besitzt 24 Seiten und Prince schrieb zu jedem der 36 Songs eine Anmerkung in den Liner Notes, was er zuvor bei keinem seiner Alben getan hatte und nur noch bei seinem Album Crystal Ball (1998) machte. Auf dem ersten Foto im Booklet ist der Begriff „Slave“ auf Prince’ rechter Wange zu lesen, auf dem letzten Bild von ihm im Booklet ist dieses Wort nicht mehr vorhanden. Abgesehen von einigen Prince-Fotos sind auch Bilder von seinem Vater John L. Nelson, den Eltern von Mayte Garcia, Kinderfotos von Garcia und ihrer Schwester Janice, der schwangere Bauch von Garcia, Prince’ Paisley Park Studio, sein Auto, ein BMW Z3, sowie ein sowohl damals aktuelles Foto von Kirk Johnson als auch ein Kinderfoto von ihm, zu sehen.
Die 36 Liedtexte sind nicht vollständig abgedruckt, sondern jeweils nur einzelne Textpassagen. Ferner ist im Booklet Werbung für die im Jahr 1995 erschienenen Alben Child of the Sun von Mayte Garcia und Exodus von The New Power Generation zu finden. Außerdem macht Prince Werbung für das im Februar 1997 veröffentlichte Album Kamasutra und kündigt das Album Crystal Ball an, das er aber erst im Januar 1998 herausbrachte.

## Musik und Liedtexte
Die Musik zählt zu den Genres Contemporary R&B, Funk, Pop, Rock und Soul, wobei den drei CDs folgende Musikstile zugeordnet werden können: Auf Disc I konzentriert sich Prince vorwiegend auf Contemporary R&B, Disc II ist von Balladen dominiert und auf Disc III ist überwiegend Dance-Pop mit Rap-Einflüssen zu hören. Für einige Songs benutze Prince diverse Audiotricks, wie beispielsweise das Geräusch von tickenden Uhren, zuschlagenden Türen und Gewittern. „Wir hatten eine riesige Soundbibliothek namens ‚Sound Ideas‘“, sagte Toningenieur Hans-Martin Buff; 1996 kostete eine solche Soundbibliothek 12.995 US-Dollar (damals ungefähr 19.800 DM).
Die Liedtexte beschrieb Prince als „three hours of love, sex, and liberty“ („drei Stunden Liebe, Sex und Freiheit“). Emancipation gilt als das persönlichste Album in seiner Karriere; seine Hochzeit mit Mayte Garcia und seine bevorstehende Vaterschaft dienten ihm als Inspiration für viele Songs, von denen manche – für Prince sehr ungewöhnlich – persönlich und ernst sind sowie eine hohe Verletzlichkeit zeigen. Beispielsweise singt er in Courtin’ Time „All die Freunde, von denen ich dachte, dass ich sie gefunden hatte, waren es überhaupt nicht“ und in The Holy River beschäftigt er sich mit Gefühlen, depressiv und verloren zu sein: „Die Leute sagen, sie lieben dich, wenn sie helfen wollen. Aber wie können sie das, wenn du dir nicht einmal selbst helfen kannst?“ Der Song Slave handelt davon, wie seine „Feinde“ ihn anlügen und ihm das Herz brechen, und in My Computer offenbart sich Prince als einsame und isolierte Person, die seine Freunde mit „eins, zwei“ zählen kann. Im Titelstück Emancipation erkennt er, sein Geist war „unruhig“. Neben seinem charakteristischen Falsettgesang benutzt Prince auch tiefere Stimmlagen.

### Disc I
1. Jam of the Year
Der Opener ist eine Midtempo Funk-Dance-Nummer, die ein entspanntes, aber zuweilen träges Gefühl vermittelt. Der Song ist auf einer weichen Basslinie aufgebaut, verziert mit Jazz-angehauchtem Klavierspiel. Der im Falsett gesungene Liedtext ist unbeschwert und fröhlich; er handelt vom Feiern und dem Genießen des Lebens in vollen Zügen. Prince hält sich beispielsweise mit einer Frau aus Puerto Rico in einem Klub auf, als plötzlich sein Lieblingssong gespielt wird.[13][43] Abgesehen von ihm singt auch Rosie Gaines, die für ihren Beitrag nach eigenen Angaben kein Honorar dafür bekommen hat.[44]
2. Right Back Here in My Arms
Der Song besitzt Einflüsse von Dance, Funk und Pop. Prince hat das Stück in Moll geschrieben, wodurch eine depressive und obsessive Stimmung entsteht. Eine im Pitch-Shifting eingängig gespielte Synthesizer-Hookline ersetzt einen herkömmlichen Refrain und der sparsam arrangierte Song wird von einem nieder-frequentierten Bass-Synthesizer dominiert. Der Liedtext handelt von gescheiterter Liebe.[45]
3. Somebody’s Somebody
Die Soul-Ballade hat als Motiv einen Sitar-ähnlich klingenden Bass-Synthesizer. Ähnlich wie Right Back Here in My Arms handelt der Liedtext von enttäuschter Liebe sowie von allein und schlaflos verbrachte Nächte. Die Autorenschaft des Songs teilt sich Prince mit den US-Songwriter Brenda Lee Eager (* 8. August 1947) und Hilliard Wilson; Eager schrieb den Liedtext bereits 1992 für ihre Freundin Mavis Staples, doch Prince gefiel dieser so gut, dass er ihn selbst vertonte und nicht für Staples verwendete, mit der er in dieser Zeit ihr Album The Voice (1993) aufnahm.[46][47] Ferner nahm Prince im November 1994 auch eine Version von Somebody’s Somebody mit R&B-Sänger Derick Hughes im Hauptgesang auf, die ausschnittsweise für nur 46 Sekunden auf dem im März 1995 veröffentlichten Promo-Sampler mit Namen NPG Records Sampler Experience zu hören ist. Hughes ist ein Freund vom damaligen Prince-Bassisten Levi Seacer Jr.
4. Get Yo Groove On
Der Upbeat-Dance-Song ist ähnlich wie Jam of the Year aufgebaut. Der im Falsett vorgetragene Liedtext ist unbeschwert und fröhlich, wobei Prince unter anderem eine respektvolle Anspielung auf D’Angelo macht. Keyboarder Morris Hayes ist unter dem Pseudonym „Montalbo Stewart“ mit zusätzlichem Gesang zu hören.[43]
5. Courtin’ Time
Das Stück ist ein temporeicher, von Jazz und Swing inspirierter Song, basierend auf Blues und Rockabilly. Die ursprüngliche Fassung sei 25 Minuten lang gewesen, bei der Eric Leeds „die gesamte Zeit über Saxophon“ gespielt habe, sagte Prince. Der Liedtext beschäftigt sich mit Liebe, Hingabe, Engagement und Verlangen.[42][48]
6. Betcha by Golly Wow!
Bei seiner Coverversion von der Pop-Soul-Ballade hat Prince wenig Eigenes hinzugefügt, außer dem damals aktuellen Produktion-Stand der 1990er Jahre angeglichen. Der Song ist repräsentativ für den Phillysound, der Anfang bis Mitte der 1970er Jahre in den USA sehr populär war. Prince sagte, Betcha by Golly Wow! besitze die „schönste Melodie“, die er jemals gehört habe. Der Liedtext handelt wie Courtin’ Time von Liebe, Hingabe, Engagement und Verlangen.[42]
7. We Gets Up
Der Upbeat-Rocksong besitzt einen hektischem Rhythmus. Abgesehen von einigen lebhaft gespielten Blechbläser-Parts, vorgetragen von Brian Lynch, wirkt der Track zuweilen monoton. Beim Liedtext ist Prince von Michael Jordan inspiriert worden, als dieser einmal einen Dunk machte. Zudem lobt Prince die musikalischen Fähigkeiten seiner Begleitband The New Power Generation und prahlt mit der „new power soul“-Musik, die sich jeder Konkurrenz entzieht.[2][13][42]
8. White Mansion
Das Stück besitzt Einflüsse von Funk, gepaart mit Elementen aus Rock und Pop. Der Midtempo-Song verleiht ein lockeres, entspanntes Gefühl und der Refrain wird durch streichartige Synthesen verstärkt. Vor allem in diesem Song verwendete Prince einige Audiotricks; ein Gitarren-Twang ertönt, wenn er „Ich könnte eine neue Gitarre gebrauchen“ singt. Als er in einer Bar sitzt, ist Publikum zu hören, ist er im Song ein Spieler, ertönt das Geräusch von auswerfenden Münzen eines Spielautomaten, fliegt er zurück nach Minneapolis, folgt das Geräusch eines startenden Flugzeugs. Der Songtitel White Mansion bezieht sich vermutlich auf Prince’ Paisley Park Studio, was in der Realität ein „großer weißer“ Komplex ist, wie er im Liedtext singt. Außerdem blickt er auf die Anfänge seiner Karriere als kämpfender Künstler zurück. Nachdem Prince seine Ziele aber erreicht hat, von denen er immer geträumt hat, fragt er sich, ob er wirklich glücklich ist. Der Song enthält die Samples „Yo, Anita“ und „Yo, check out that ass!“ aus der US-Sitcom Martin (1992–1997). Ferner nimmt Prince auch Bezug auf Gucci und Versace. Die als „Bold Girl“ bezeichnete Frau in den Liner Notes ist Janice Garcia (* 1969), die ältere Schwester von Mayte Garcia.[49][50]
9. Damned If Eye Do
Der Song beginnt wie ein herkömmlicher Rocksong, entwickelt sich im Verlauf aber zu einem an Carlos Santana erinnernden Salsa. Der Liedtext handelt von enttäuschter Liebe und den auf Spanisch gesprochenen Satz sagt „Jannell“, was der zweite Vorname von Mayte Garcia ist. Die von Prince gesungene Textzeile „Ich fülle deine Tasse, aber nicht wie Kevin“ bezieht sich auf Kevin Costner, der in seinem Film Waterworld (1995) unter anderem seinen eigenen Urin trinkt.[49][51]
10. Eye Can’t Make U Love Me Bonnie Raitt, 1990

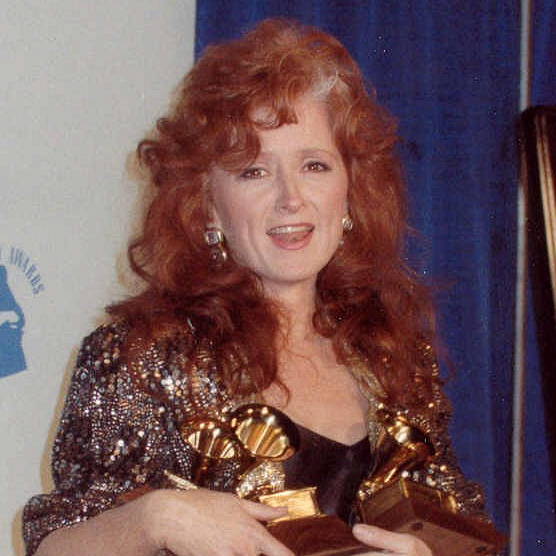
Bonnie Raitt, 1990

Die R&B-Ballade ähnelt der Originalversion von Bonnie Raitt und der Liedtext beschäftigt sich abermals mit enttäuschter Liebe. In der Prince-Version ist Rhonda Smith am Fretless Bass zu hören.[52]
11. Mr. Happy
Der Song ist aus dem Genre Funk mit Einflüssen von Rap, der von dem aus Minneapolis stammenden Scrap D. vorgetragen wird. Der Song kombiniert von Prince im Falsett gesungene Verse mit einem kraftvollen Refrain, der eine durchdringende Synthesizer-Linie enthält. Der Liedtext ist zuweilen sexuell anzüglich, beispielsweise rappt Scrap D.: „Abendessen um 8, dann Geschlechtsverkehr bei mir. Lass die Vorhänge auf, Videorekorder, das ganze Zeug. Ich weiß, es klingt krank, aber Baby, lass uns einen Film drehen.“ Außerdem macht Prince mit der Textzeile „Skip the Rémy and let me have some Mary Tyler Moore of that New Power Soul“ eine Anspielung auf den französischen Spirituosenhersteller Rémy Cointreau und der Schauspielerin Mary Tyler Moore, die Hauptdarstellerin der Serie The Mary Tyler Moore Show, die von 1970 bis 1977 im US-Fernsehen ausgestrahlt wurde und fiktiv in Minneapolis spielt. Ferner besitzt Mr. Happy zwei Samples von Ice-Cube-Songs; die Textzeile „bought a house next to Prince“ stammt aus What Can I Do? (Remix), und „Microphone check“ ist aus When I Get to Heaven (Remix) entnommen. Beide Songs veröffentlichte Ice Cube im Jahr 1994 auf seinem Album Bootlegs & B-Sides.[2][13][42]
12. In This Bed Eye Scream
Im Song verschmelzt Prince Pop und Soul Einflüsse miteinander, kombiniert aus Elementen aus dem Bereich Rock und Pop. Anstatt eines gesungenen Refrains verwendet er schrill klingende Synthesizer, erinnernd an einen Dudelsack. Prince sagte, der Song sei durch die ausgelöste Rückkopplung seiner auf dem Boden liegenden Gitarre entstanden. Er wollte wissen, ob Instrumente eine eigene Seele besitzen und ihre eigenen Songs schreiben könnten. Gemäß der Liner Notes hat er In This Bed Eye Scream Lisa Coleman, Wendy Melvoin und ihrer Zwillingsschwester Susannah Melvoin gewidmet, was er im Booklet in Spiegelschrift mit „für Wendy und Lisa und Susannah“ erwähnt. Coleman zeigte sich über diese Widmung von Prince überrascht: „Er hat sich nie besonders angestrengt, eine Beziehung aufzubauen“, aber sie vermisse ihn „manchmal auch“. Zum Aufnahmezeitpunkt im Jahr 1996 hatte Prince mit den The-Revolution-Mitgliedern keinen Kontakt. Die von ihm im Liedtext gesungene Passage „Wie konnten wir jemals die Kommunikation verlieren?“ und „Tausendmal fühle ich, was ich dir angetan habe“ können von ihm für Vergebung und Versöhnung interpretiert werden. Prince singt sowohl im Falsett als auch in tieferer Stimmlage.[2][43][53]

### Disc II

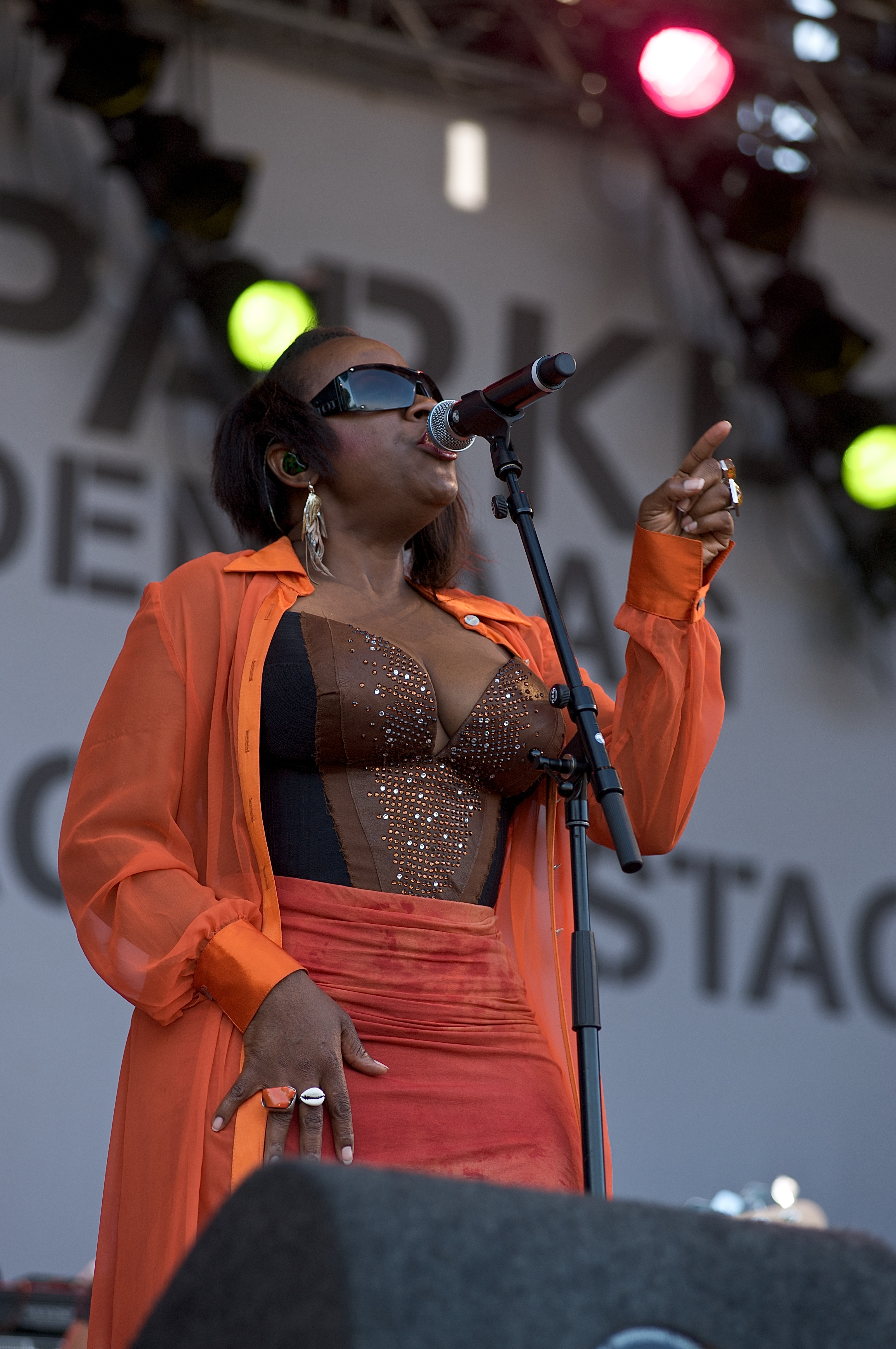
Sandra St. Victor, 2010

1. Sex in the Summer
Der Opener von Disc II besitzt Einflüsse von Dance, Funk und Pop. Der Song beginnt mit einem dreisekündigen Schlagzeug-Intro, das Prince aus dem Song Good Old Music (1970) von Funkadelic übernommen hat.[54] Zudem integrierte er den Ultraschall-Herzschlag von seinem damals noch ungeborenen Sohn als Loop in der Textur, der somit Teil des Rhythmus darstellt. Der Liedtext besitzt zuweilen spirituelle Züge und handelt von einem „neuen Tag“, denn „alle Gläubigen werden ein Ende des Leidens und jeder Krankheit sehen“. Ferner nimmt Prince Bezug auf den Song In the Upper Room (1952) von Mahalia Jackson. Der Arbeitstitel von Sex in the Summer lautete Conception (Empfängnis) und der Liedtext handelte von dem Gefühl eines Sperma auf dem Weg in die Eizelle. Letztendlich empfand Prince dieses Thema aber als „too heavy“ und verwarf die Idee.[2][49][55][56] Sandra St. Victor, 2010
2. One Kiss at a Time
Das Stück ist eine von Prince sinnlich gesungene melodische R&B-Ballade und im Liedtext beschäftigt er sich mit Liebe, Hingabe, Engagement und Verlangen.[49]
3. Soul Sanctuary
Das Stück ist ebenfalls eine melodische R&B-Ballade, die aber einen gewissen Einfluss von New Age besitzt. Den thematisch nahezu identischen Liedtext wie One Kiss at a Time entlieh sich Prince von einem Song mit Namen Santuary von der US-Amerikanerin Sandra St. Victor (* 28. Mai 1963), die Leadsängerin von der im Jahr 1987 gegründeten R&B- und Soul-Band The Family Stand ist. Sie schickte ihm genanntes Stück zu und Prince überarbeitete den Liedtext, allerdings ohne ihre Zustimmung. Zwar erhielt St. Victor ein Honorar von ihm, aber Verlagsrechte oder Tantiemen bekam sie nicht zugesprochen, weswegen sie Prince ursprünglich verklagen wollte. Letztendlich meinte sie aber, er habe „viel bessere Anwälte als ich“, weshalb sie von einer Klage Abstand nahm.[49][57][58] Ihre Originalversion Santuary wurde erst im Jahr 2018 auf verschiedenen Musikstreaming-Plattformen veröffentlicht.
4. Emale
Die gemächlich entspannt wirkende Funk-Nummer besitzt eine dominierende Basslinie. Der Titelname ist ein Wortspiel mit dem Begriff E-Mail und im Refrain benutzt Prince die von ihm ausgedachte URL „www.emale.com“. Im Liedtext beschäftigt er sich mit damals neuartigen Computermedien, bei denen es nach entsprechender Kommunikation zu einem Treffen zwischen einem Mann und einer Frau kommt. Der Mann entpuppt sich aber als nicht das, was die Frau erwartet hatte, und versucht, sie zu vergewaltigen.[59] Ursprünglich nahm Prince den Song mit The New Power Generation, Brian Lynch, Saxofonist Eric Leeds und Meshell Ndegeocello als Instrumentalstück auf, doch er überarbeitete die Version und spielte es dann alleine ein.
5. Curious Child
Das Stück ist abermals eine von Prince sinnlich gesungene R&B-Ballade mit Einfluss von New Age. Der Liedtext ähnelt ebenfalls One Kiss at a Time. In den Liner Notes zu Curious Child schrieb Prince: „Ein einfaches Ballett für einen alten Freund… oder für jeden, der sich angesprochen fühlen könnte.“[49][58]
6. Dreamin’ About U
Auch dieses Stück ist eine melodische R&B-Ballade mit gewissem Einfluss von New Age und der Liedtext beschäftigt sich erneut mit Liebe, Hingabe, Engagement und Verlangen. Ähnlich wie Sandra St. Victor bei Soul Sanctuary, vertrat Saxofonist Eric Leeds die Meinung, Prince hätte ihn als Co-Autor bei Dreamin’ About U angeben müssen, weil das Stück auf einem Saxofonmotiv von ihm basiere.[60]
7. Joint 2 Joint
Der Song beginnt als entspannte Funk-Nummer, nimmt im Verlauf aber eine strukturelle Wendung in Richtung Dance, Rap und einem funky klingendem Basssolo. Das Stück ist von einem immer wiederkehrenden Orgel-Motiv geprägt. Am Höhepunkt werden die einzelnen Schichten der jeweiligen Abschnitte übereinandergelegt. Von Minute 3:10 bis Minute 3:53 ist Savion Glover mit Stepptanz zu hören. Der Liedtext ist sexuell anzüglich angehaucht und die von der nuyoricanischen Rapperin Poet 99 (bürgerlich Dietra Moses) vorgetragene Textzeile „I never sucked sour splints from a chew stick. Don’t lick bics cuz fire sticks 2 flame (flame). Get wicks 2 catch brothers who choose 2 let burns remain. Now I see all Dicks, Toms and Harrys are not the same. Some dipped in my lower lip, sipped a supple poison“ hat sie aus dem Song Burn 1 (1994) des kanadischen Hip-Hop-Duos Dream Warriors entnommen, bei dem sie als Gastrapperin mitwirkte. Außerdem ist die Stimme von Toningenieur Hans-Martin Buff in Joint 2 Joint zu hören, der einen Taxifahrer spielt; Buff bezeichnete das Stück als seinen persönlichen Lieblingssong auf Emancipation.[43][61]
8. The Holy River
Das Stück ist ein von Folk angehauchter Popsong, wobei im Vordergrund gezupftes akustisches Gitarrenspiel von Prince steht. Im Verlauf steigert er die Dynamik und das Stück entwickelt sich zu einem Rocksong mit Gitarrensolo. Der Song endet schließlich mit klassisch inspiriertem Gitarrenspiel und einem Synthesizer-Part, der für den Rest des Stückes etwas ungeeignet erscheint. The Holy River ist einer der tiefgründigsten Songs auf Emancipation und handelt von einem Bekenntnis eines depressiven Geisteszustands zu einem Bekenntnis zum Glauben an Gott. Prince behauptet, nichts mit Beziehungen mehr anfangen zu können, in denen ausschließlich Sex im Mittelpunkt gestanden hat. Ihm trifft „wie eine Faust an der Wand“ die Erkenntnis, dass er dankbar sein sollte, nur um zu leben. Der Fluss kann als ein traditionelles Symbol für den Lauf der Seelenentwicklung vom Material bis zum geistigen Leben verstanden werden, und Prince scheint eine Analogie zwischen seinem Leben und dem Fluss herzustellen: da der Fluss nie aufhört zu fließen, bis er in einem Meer mündet, wird Prince also nie mit der Suche aufhören, bis jeder Teil seines Wesens perfekt mit Gott eins ist. Der Liedtext endet mit einem Heiratsantrag, den Prince seiner Geliebten macht. Das spirituelle Erwachen erinnert thematisch zuweilen an Anna Stesia (1988) von Lovesexy.[59][62]
9. Let’s Have a Baby
Die Soul-Ballade ist von Prince’ Klavierspiel dominiert. Im Liedtext beschreibt er seine Sehnsucht nach einem Kind und gibt zu, nichts tun zu können, „ohne an ein kleines Baby zu denken“. Er fragt sich, wie die Augen seiner Frau „bei einem Neugeborenen aussehen“ würden und wie die Stimme eines Neugeborenen Mädchen oder Jungen klingen mag.[43]
10. Saviour
Bei dem Titelnamen hat Prince die britische Schreibweise gewählt, also mit dem Buchstaben „u“, und nicht die US-amerikanische, in der das Wort „Savior“ geschrieben wird. Die Rock-Ballade besitzt eine zuweilen überladende Musikproduktion, inklusive mit Ausschmückung von pompös wirkendem Klavierspiel von Prince. Seine Stimme ist mehrspurig aufgenommen worden, um einen Gospel-ähnlichen Effekt zu erzielen. Im Liedtext ist Mayte Garcia seine Seelenverwandte, was er in mit der Textzeile „wie zwei Äste vom gleichen Baum“ zum Ausdruck bringt.[43]
11. The Plan
Das ruhige Instrumentalstück wurde von Clare Fischer arrangiert und besitzt Einfluss von New Age. Im Februar 1997 veröffentlichte Prince das Stück auch auf dem Album Kamasutra.[46][57]
12. Friend, Lover, Sister, Mother/Wife
Die Soul-Ballade diente im Februar 1996 als Hochzeitstanz für Prince und Mayte Garcia. Der Liedtext bezieht sich direkt auf Garcia, wie beispielsweise: „Die Augen meines Kindes sehe ich jedes Mal, wenn du mich ansiehst“. Zudem handelt der Liedtext von Liebe, Hingabe, Engagement und Verlangen. Prince schrieb den Song heimlich im Januar 1996, als er mit seiner Band und Garcia in Tokio auf Tour war.[2][43][47]

### Disc III

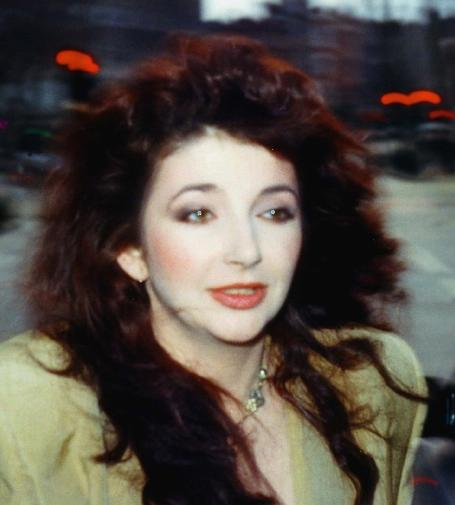
Kate Bush, 1986

1. Slave
Der Opener von Disc III wird von E-Bass, Schlagzeug und Prince’ Gesang dominiert, eine erkennbare Melodie besitzt das Stück aber nicht. Gegen Ende fügte Prince Schlagzeugspiel ein, das an eine marschierende Armee klingt, ähnlich wie im Song Sign “☮” the Times (1987). Der Liedtext kann als direkte Anspielung auf Warner Bros. Records interpretiert werden und grenzt zuweilen an Selbstmitleid, wenn Prince seine schlechte Behandlung beklagt und fragt: „Wie haben sie mich so lange unter Kontrolle gehalten?“[43]
2. New World
Der Song erinnert an damals aktuelle Elektronische Popmusik aus den 1990er Jahren, ein Musikgenre, dem sich Prince vor allem in den 1980er Jahren widmete. Die Melodie wirkt ähnlich substanzlos wie in Slave. Als Inspiration zum Liedtext diente ihm das Northridge-Erdbeben am 17. Januar 1994 und Prince zeichnet ein trostloses George-Orwell-ähnliches Bild der Zukunft. Ursprünglich sollte New World als B-Seite von der Single The Most Beautiful Girl in the World (1994) dienen, doch Warner Bros. Records erlaubte ihm nicht, mehr als einen Song unabhängig zu veröffentlichen.[7][43]
3. The Human Body
Der von Techno angehauchte Song besitzt eine unaufhaltsame pumpende Bass-Synthesizer-Linie und endet als überladende unkonzentrierte Kakophonie. Prince singt ausschließlich im Falsett und der Liedtext beinhaltet sexuelle Themen.[43]
4. Face Down
Der Song kann als Prince’ Interpretation von Gangsta-Rap bezeichnet werden; er rappt wütende Verse über einen funky E-Bass, während der Refrain eine dominierende Synthesizer-Linie mit Sprechgesang „face down“ beinhaltet. Zudem integrierte er ein Loop-Fragment von der Rapperin Poet 99 mit der Textzeile „dead like Elvis“. Das Stück besitzt verspielte und humorvolle Akzente; inmitten des Songs befiehlt Prince seiner Begleitband mehrfach „Orchestra“, worauf aber Synthesizer mit einem erschöpften Seufzer antworten. Im Liedtext beschäftigt sich Prince intensiv mit der Unterdrückung von Künstlern, was von ihm erneut als direkte Anspielung auf Warner Bros. Records interpretiert werden kann. Face Down zeigt mehr Wut als alle anderen Songs auf Emancipation und Prince ist voller Ressentiments für die Menschen, die ihn einen „abgewrackten Sänger“ nannten.[43]
5. La, La, La Means Eye Love U
Prince’ Coverversion ist eine Pop-Soul-Ballade aus dem Genre Phillysound, bei der er, ähnlich wie bei Betcha by Golly Wow!, wenig Eigenes hinzufügte; La, La, La Means Eye Love U enthält auch ein Fill aus der Originalversion von 1968 der The Delfonics. Der Liedtext beschäftigt sich mit Liebe, Hingabe, Engagement und Verlangen.[43] In den Backing Vocals ist die R&B-Sängerin Chanté Moore (* 1967) zu hören, mit der Prince noch den Song Journey 2 the Center of Your Heart aufnahm, den Chaka Khan im September 1998 auf ihrem und von Prince komponierten Album Come 2 My House veröffentlichte.
6. Style
Der Track ist eine energiegeladene Funk-Nummer mit dominanter Basslinie. Der Refrain besteht aus einer Kombination von einem Blechbläser-Motiv mit dem Sprechgesang „you got it“, der Bezug auf den Song Brothers Gonna Work It Out (1990) von Public Enemy nimmt. Im Liedtext gibt Prince Kommentare zur Kultur und zur Gesellschaft ab; er versucht den Begriff „Style“ zu definieren, was für ihn unter anderem „ein Versprechen zu halten“, auf Alkohol zu verzichten und „sich selbst zu lieben, bis alle anderen es auch tun“, bedeutet. Der Song enthält ein Sample von Atomic Dog (1982) von George Clinton.[2][59] Kate Bush, 1986
7. Sleep Around
Der Up-tempo Song besitzt Einflüsse von Dance, Funk und Pop, gepaart mit einem House-angehauchten Beat. Das Stück enthält wie Release It (1990 aus Graffiti Bridge) ein Sample von dem Song Squib Cakes (1974) von Tower of Power. Der Liedtext beschäftigt sich abermals mit Liebe, Hingabe, Engagement und Verlangen.[2][49]
8. Da, Da, Da
Die dramatisch wirkende Funk-Rock-Nummer basiert auf einer sich wiederholenden Bass-Figur. Der Liedtext ist gesellschaftskritisch; Prince schildert die Sichtweise eines armen Afroamerikaners aus dem Ghetto, der auf Jobsuche ist und sein Leben in den Griff bekommen möchte. Um dieses Ziel zu erreichen, ist „einander zu lieben“ der „einzige Weg“, verkündet er.[43]
9. My Computer
Das Stück ist aus dem Bereich Rock und Popmusik, dekoriert mit Sitar-artigen Synthesizern. Im zuweilen nachdenklichen Liedtext „scannt“ Prince seinen Computer und sehnt sich nach Gesellschaft sowie nach einem besseren Leben. Er ist besorgt über die Welt, die sein Kind erben wird und bemerkt: „Ich habe ein Kind, ich habe viel zu erklären“. Gemäß den Liner Notes ist Kate Bush in den Backing Vocals zu hören, doch ihre Stimme ist sehr verfremdet, sodass sie nicht zu identifizieren ist. Das Stück enthält die AOL-Samples „Welcome, you’ve got Mail“ („Willkommen, Sie haben Post“) und „Goodbye“, die von dem US-amerikanischen Synchronsprecher Elwood Edwards (* 1949; † 2024) stammen und von dem Medienkonzern von 1990 bis 1996 verwendet wurden.[2][59][63]
10. One of Us
Diese Coverversion verwandelte Prince in einen Hymnen-ähnlichen und von Gitarren dominierten Rocksong. Der als Hintergrund verwendete Drumloop ist ein Sample aus dem Stück Love … Thy Will Be Done, das er im Jahr 1991 für Martika geschrieben hatte. Der Liedtext von One of Us beschäftigt sich mit der physischen Präsenz von Gott auf Erden. Prince sagte, er wollte das Stück deswegen covern, weil „es schön ist, Gottes Namen im Radio zu hören“.[42]
11. The Love We Make
Die Rock-Ballade beginnt mit einem spärlich zurückhaltend Opening und endet in einem lauten hymnenartig Gospel-ähnlichem Finale. Prince’ Gesang wirkt zwar leidenschaftlich, wird aber durch eine zuweilen überladene und stark Hall-Effekt-mäßige Musikproduktion geschwächt. Über den Liedtext meinte Prince, er würde „mit dem Geist eines Freundes sprechen, der durch Drogen gestorben ist“, was seine Anti-Drogen-Message „Legt die Nadel weg, legt den Löffel weg“, erklärt. Zudem erwähnt er eine „neue Welt“ und predigt eine positive Einstellung zum Leben; angesichts der widrigen Umstände ist Liebe füreinander zu zeigen wichtig.[2][42] Der Song scheint Jonathan Melvoin gewidmet zu sein, der im Juli 1996 an einer Überdosis Heroin gestorben ist. Melvoin wirkte im Jahr 1985 am Album Around the World in a Day mit und war der ältere Bruder von Susannah Melvoin und Wendy Melvoin.
12. Emancipation
Das Titelstück ist aus dem Genre Funk, fokussiert auf einer Perkussion-Basslinie und einem feierlich gesungenem Refrain. Der Liedtext kann erneut als direkte Anspielung auf Warner Bros. Records interpretiert werden, wobei Prince diesmal nicht von Trotz erfüllt ist, sondern seine künstlerische Freiheit erklärt.[43] Im Refrain singt er mit „See you in the purple rain“ einer seiner bekanntesten Liedtextzeilen.

## Titelliste und Veröffentlichungen
| CD-1/1 | Jam of the Year (feat. Rosie Gaines) | 6:10 |
| CD-1/2 | Right Back Here in My Arms           | 4:43 |
| CD-1/3 | Somebody’s Somebody a                | 4:43 |
| CD-1/4 | Get Yo Groove On                     | 6:31 |
| CD-1/5 | Courtin’ Time                        | 2:46 |
| CD-1/6 | Betcha by Golly Wow! b               | 3:30 |
| CD-1/7 | We Gets Up                           | 4:18 |
| CD-1/8 | White Mansion                        | 4:47 |
| CD-1/9 | Damned If Eye Do                     | 5:21 |
| CD-1/10 | Eye Can’t Make U Love Me c           | 6:37 |
| CD-1/11 | Mr. Happy                            | 4:46 |
| CD-1/12 | In This Bed Eye Scream               | 5:40 |
| CD-2/1 | Sex in the Summer                    | 5:57 |
| CD-2/2 | One Kiss at a Time                   | 4:41 |
| CD-2/3 | Soul Sanctuary d                     | 4:41 |
| CD-2/4 | Emale                                | 3:38 |
| CD-2/5 | Curious Child                        | 2:57 |
| CD-2/6 | Dreamin’ About U                     | 3:52 |
| CD-2/7 | Joint 2 Joint (feat. Savion Glover)  | 7:52 |
| CD-2/8 | The Holy River                       | 6:55 |
| CD-2/9 | Let’s Have a Baby                    | 4:07 |
| CD-2/10 | Saviour                              | 5:48 |
| CD-2/11 | The Plan (Instrumental)              | 1:47 |
| CD-2/12 | Friend, Lover, Sister, Mother/Wife   | 7:37 |
| CD-3/1 | Slave                                | 4:51 |
| CD-3/2 | New World                            | 3:42 |
| CD-3/3 | The Human Body                       | 5:42 |
| CD-3/4 | Face Down                            | 3:17 |
| CD-3/5 | La, La, La Means Eye Love U e        | 3:59 |
| CD-3/6 | Style                                | 6:40 |
| CD-3/7 | Sleep Around                         | 7:42 |
| CD-3/8 | Da, Da, Da                           | 5:15 |
| CD-3/9 | My Computer (Duett mit Kate Bush)    | 4:37 |
| CD-3/10 | One of Us f                          | 5:19 |
| CD-3/11 | The Love We Make                     | 4:39 |
| CD-3/12 | Emancipation                         | 4:12 |
| Spieldauer: 180 Minuten |                                      |      |
| Autor aller Songs ist Prince a Autor: Prince, Brenda Lee Eager, Hilliard Wilsonb Autor: Linda Creed und Thom Bellc Autor: Allen Shamblin und Mike Reidd Autor: Prince und Sandra St. Victore Autor: Thom Bell und William Hartf Autor: Eric Bazilian |                                      |      |

- Die Verwendung des englischen Pronomens „I“ („Ich“) stilisierte Prince seit 1988 in fast allen Songs als „Augen-Symbol“.

Emancipation wurde weltweit am 19. November 1996 als Dreifachalbum auf CD und als MC mit sechs Seiten veröffentlicht, später auch als Download. Jede CD besitzt eine Spieldauer von genau 60 Minuten und enthält zwölf Songs. Mit einer Gesamtlänge von drei Stunden ist Emancipation eines der längsten Alben mit neu veröffentlichten Songs in der Musikgeschichte. Das Dreifachalbum ist auch als zensierte Version erhältlich, bei der die Worte „Fuck“ oder „Motherfucker“ in den drei Songs Da Da Da, Face Down und Get Yo Groove On gelöscht sind; die unzensierte Version besitzt den Aufkleber „Parental Advisory Explicit Lyrics“.
Am 13. September 2019 brachte The Prince Estate Emancipation als Boxset mit sechs Schallplatten in ausschließlich lilafarbenem Vinyl heraus, zudem sind die drei CDs im Digipak erhältlich, was zuvor nicht der Fall gewesen ist.

### Singles
Lediglich Betcha by Golly Wow! und The Holy River wurden als Singles ausgekoppelt, die beide aber nicht weltweit herausgebracht wurden. Betcha by Golly Wow! erschien als CD-Single am 2. Dezember 1996, also zwei Wochen nach der Albumveröffentlichung. Der Song ist in der Albumversion zu hören, genau wie das ebenfalls platzierte Stück Right Back Here in My Arms. Die zweite Single, The Holy River, wurde am 13. Januar 1997 ausgekoppelt und ist als Radio Edit auf 4:00 gekürzt. Als zweiter Track ist eine auf 4:30 Minuten gekürzte Radio-Edit-Version von Somebody’s Somebody vorhanden. Zudem ist Somebody’s Somebody im „Live Studio Mix“ und im „Ultrafantasy Edit“ zu hören. Außerdem ist der auf Somebody’s Somebody basierende Song On Sale Now! platziert, ein 48-sekündiges Stück, in dem Prince einen Kunden spielt, der bei dem damaligen US-Telefonservice 1-800-New-Funk anruft und Prince’ Merchandising-Artikel bestellt.
Außerdem veröffentlichte Prince am 31. Januar 1997 die Kompaktkassette NYC, auf der die Liveversionen von Jam of the Year und Face Down von seinem Konzert am 11. Januar 1997 im Roseland Ballroom in New York City zu hören sind. Die Kompaktkassette konnte nur über seine damalige Website und über den Telefonservice 1-800-New-Funk bestellt werden und gilt als Sammlerstück.
Ferner wurden folgende vier Promo-Tonträger herausgebracht; bereits am 9. Dezember 1995 erschien Slave mit der B-Seite New World auf Kompaktkassette. Am 13. Januar 1997 wurden die Versionen von Somebody’s Somebody als CD-Single und als Vinyl-Maxisingle herausgebracht. Im April 1997 erschien Face Down auch als CD-Single und Vinyl-Maxisingle, auf der die Albumversion sowie die Remixe „X-tended Rap Money Mix“, „Instrumental Money Mix“ und „A Cappella“ platziert sind. Außerdem erschien im April 1997 die 1-Track-CD-Single Eye Can’t Make U Love Me (Radio Version) in einer auf 3:54 Minuten gekürzten Fassung.
Anlässlich der Veröffentlichung von Emancipation auf Schallplatte wurde am 12. September 2019 My Computer als Vinyl-Single veröffentlicht, die aber nur über die Oktober-Ausgabe 2019 des deutschen Musikmagazins Musikexpress käuflich zu erwerben war. Der Song ist identisch mit der Albumversion und als B-Seite dient Shhh (Xcerpt), ausgekoppelt von The Versace Experience (Prelude 2 Gold) aus dem Jahr 1995.

### Musikvideos

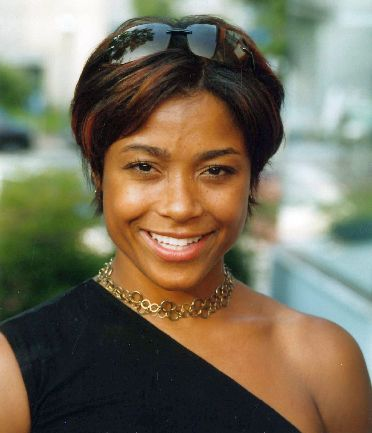
Dominque Dawes, 1999

Prince produzierte mit Betcha by Golly Wow!, Somebody’s Somebody, The Holy River und Face Down vier Musikvideos zu Songs von Emancipation. Beim Video zu Betcha by Golly Wow! war er selbst Regisseur und drehte dieses am 9. November 1996 in seinem Paisley Park Studio sowie in der Umgebung von Minneapolis. Prince fährt in Krankenhauskleidung in seinem BMW Z3 zu einem Krankenhaus, um dort seine Ehefrau Mayte Garcia in der Notaufnahme zu besuchen. Sie sitzt im Nachthemd auf einer Behandlungstrage, er umarmt sie freudig und dem Zuschauer wird vermittelt, das Ehepaar erwartet ein Kind. Die Filmaufnahmen ließ Prince in dem Krankenhaus in Minneapolis drehen, in dem sein Sohn zwei Wochen zuvor gestorben ist. Außerdem treten im Video 50 Balletttänzer in weißen Leotards auf, wobei jedes vorne mit einem oder zwei schwarzen Buchstaben bedruckt ist, die zusammengesetzt den Refrain „Betcha by Golly Wow! U’re the one that I’ve been waiting 4 4ever. And ever will my love 4 u keep growing strong“ ergeben. Als Haupttänzerin ist die US-Amerikanerin Dominique Dawes (* 1976) zu sehen, die bei den Olympischen Sommerspielen 1996 in Atlanta eine Goldmedaille im Gerätturnen gewann.
Im Januar 1997 wurde ein Musikvideo zu Somebody’s Somebody in New York City gedreht, als Prince in dieser Zeit mit seiner Love-4-One-Another-Charities-Tour dort gastierte. Das Video beginnt mit einem Blitz, während Prince – offenbar an einer Erkältung leidend – mit einem Taschentuch in der Hand im Bett liegt. Über ihn hängt ein T-Shirt, bedruckt mit dem Gesicht von Mayte Garcia. Dann schlendert er im Morgengrauen auf dem Balkon seines New Yorker Penthouse umher, wobei er nachdenklich und einsam wirkt, gelegentlich erscheint auf dem Balkon eine junge Frau als Illusion. Außerdem wird Prince, allein auf der Rückbank einer Stretch-Limousine sitzend, durch die Straßen von New York City zu seinem Konzert chauffiert. Als Kontrast zu seiner Einsamkeit sind Filmaufnahmen von seinen Konzerten der Love-4-One-Another-Charities-Tour im Jahr 1997 zu sehen, wie er von Fans umringt und gefeiert wird. Die Konzertaufnahmen stammen vom 7. Januar 1997 im Tower Theater in Upper Darby Township in Pennsylvania sowie von Konzerten am 10. Januar 1997 in der DAR Constitution Hall in Washington, D.C. und am Folgetag im Roseland Ballroom in New York City. Am 25. Januar 1997 wurden noch Footages im Paisley Park Studio gedreht.
Am 20. Februar 1997 produzierte Prince das Musikvideo zu The Holy River in seinem Paisley Park Studio, wobei alle Aufnahmen von Mayte Garcia aus dem bis heute (2025) nicht offiziell veröffentlichten Musikvideo zu Empty Room aus dem Jahr 1994 stammen. Das The Holy River-Video ist das letzte, in dem Prince mit dem Begriff „Slave“ auf seiner Wange auftritt.
Vermutlich im Frühjahr 1997 wurde das Musikvideo zu Face Down im Paisley Park Studio gedreht. Das als humoristisch zu interpretierende Video besteht aus drei verschiedenen Sequenzen, die miteinander vermischt werden. Der erste Abschnitt zeigt die Beerdigung einer als Prince verkleideten Puppe, die sich mit dem Gesicht nach unten liegend in einem offenen Sarg befindet. Unter anderem nimmt eine trauernde Frau – der Eindruck entsteht, es könne sich um Prince’ Ehefrau Mayte Garcia handeln – mit großem schwarzem Hut und einem schwarzen Schleier vor dem Gesicht Abschied. Doch am Ende des Videos stellt sich heraus, dass Prince sich unter dem schwarzen Kostüm verbirgt und kopfschüttelnd den Schleier wieder vor sein Gesicht versteckt, während Garcia im gesamten Video gar nicht auftritt. Im zweiten Abschnitt ist Prince bei einer Psychotherapeutin, gespielt von Gitarristin Kathleen Dyson, zu Besuch und teilt ihr seine Probleme mit. Doch sie hört ihm nur desinteressiert und widerwillig zu. Im dritten Abschnitt tragen Prince und The New Power Generation den Song Face Down vor, wobei er bei den Worten „horns“ oder „orchestra“ Saxophon sowie mit einem breiten Grinsen Violine spielt, was er beides in Wirklichkeit nicht konnte. Im Face Down-Video trägt Prince zum ersten Mal in der Öffentlichkeit Stiefel und nicht ausschließlich High Heels. Regisseur war er selbst unter dem Pseudonym „Azifwecare“.

### Coverversionen

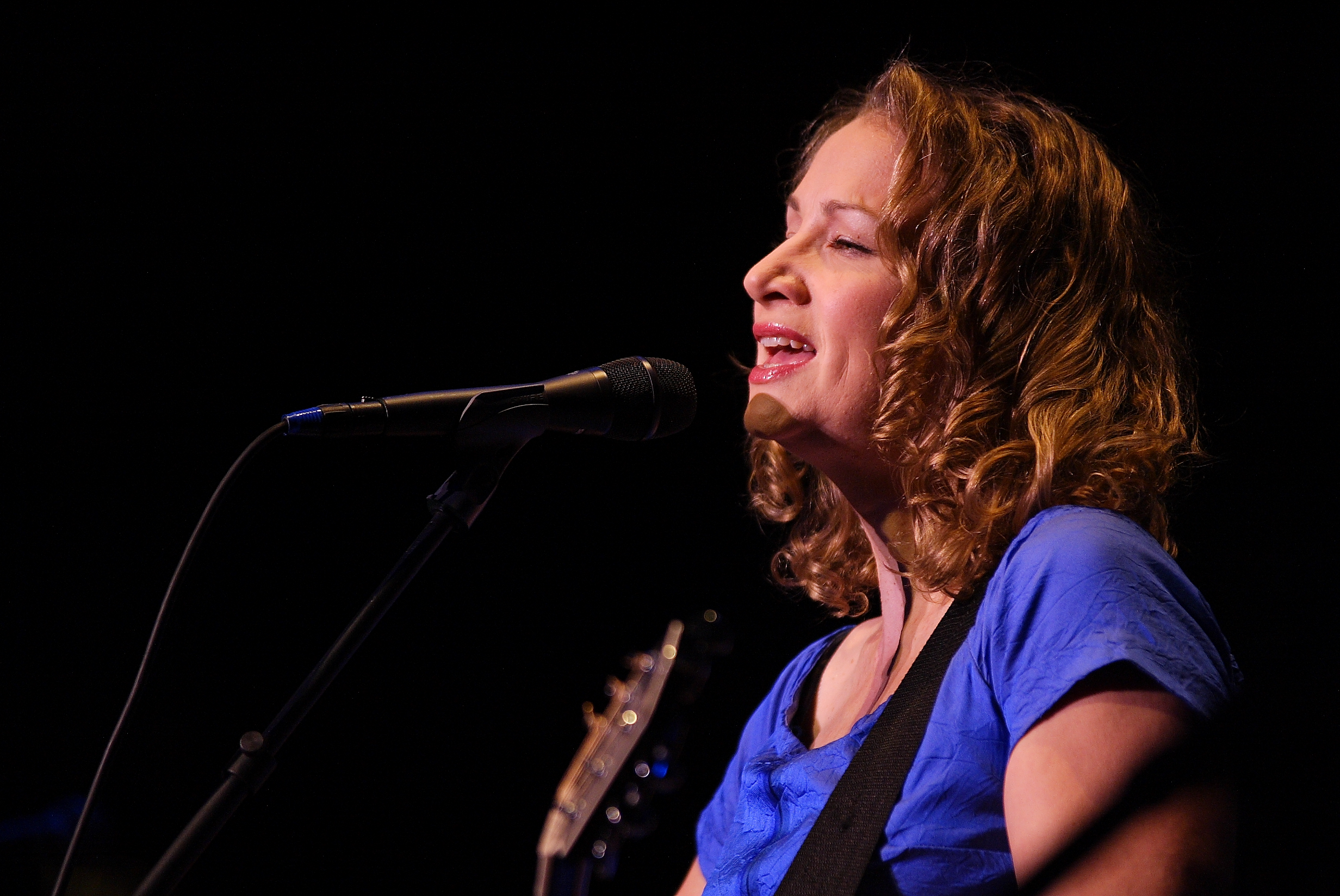
Joan Osborne, 2009

Zum ersten Mal in seiner Karriere veröffentlichte Prince auf einem Studioalbum Coverversionen von anderen Musikern, was er in den folgenden Jahren nur sehr selten nochmals tat. Auf Emancipation coverte er folgende vier Songs: La-La (Means I Love You), Betcha by Golly, Wow, I Can’t Make You Love Me und One of Us.
Das Stück La-La (Means I Love You), das Prince in La, La, La Means Eye Love U umbenannte, komponierte der für den Phillysound bekannte Musikproduzent Thom Bell. Er gab es im Januar 1968 an The Delfonics weiter, die mit dem Song Platz eins der US-Billboard-Charts erreichten.
Im Jahr 1970 schrieb Bell mit Linda Creed das Stück Keep Growing Strong, das damals von Connie Stevens als Single veröffentlicht wurde, aber kommerziell nicht erfolgreich war. Erst zwei Jahre später konnten The Stylistics Platz 3 der US-Singlecharts erreichen, brachten den Song aber unter den Titel Betcha by Golly, Wow heraus, den Prince in Betcha by Golly Wow! umbenannte
Allen Shamblin (* 1959) und Mike Reid komponierten im Jahr 1991 die Nummer I Can’t Make You Love Me, die Prince in Eye Can’t Make U Love Me umbenannte. Die beiden schrieben den Song für Bonnie Raitt, der als zweite Single ihres Albums Luck of the Draw ausgekoppelt wurde. Prince hatte sich niemals dazu geäußert, warum er ein Stück von Raitt gecovert hat, aber die Sängerin stand in den 1980er Jahren ebenfalls bei Warner Bros. Records unter Vertrag und hatte mit dem Musiklabel auch Meinungsverschiedenheiten, ähnlich wie er in den 1990er Jahren. Ihr Album mit dem Arbeitstitel Tongue and Groove aus dem Jahr 1983 wurde von Warner erst 1986 unter dem neuen Titel Nive Lives veröffentlicht – anschließend trennten sich Raitt und Warner. Danny Goldberg, in den 1990er Jahren Warner-Chef, vertrat allerdings die Meinung, Prince habe „Bonnie einfach für Liedtexte verwendet“, die auch für Sheila E. oder Vanity 6 „hätten geschrieben sein können“. Bereits im Jahr 1986 wollte Prince Raitt bei sich unter Vertrag nehmen und schrieb für sie 1987 einen Song mit Namen Jealous Girl, der bis heute (2025) aber unveröffentlicht ist und letztendlich lehnte Raitt eine Zusammenarbeit mit Prince ab.
Eric Bazilian von der Band The Hooters schrieb den Song One of Us im Jahr 1995 für Joan Osborne, der aus ihrem Album Relish ausgekoppelt wurde und in mehreren Ländern Top-Ten-Platzierungen erreichte.
Nur zwei Coverversion sind von Songs des Albums Emancipation bekannt, die auf Tonträger veröffentlicht wurden; Somebody’s Somebody coverte im Jahr 1999 die US-A-cappella-Band Counterparts und brachte diese Version auf ihrem Album Afterglow heraus. The Holy River spielte 2008 der norwegische Indie-Pop-Musiker Arne-Johan Rauan (* 1976) unter seinem Pseudonym „Bellman“ neu ein und veröffentlichte den Song auf dem Sampler Shockadelica: 50th Anniversary Tribute to the Artist Known as Prince.

## Mitwirkende

### Musiker
Alle Songs wurden von Prince arrangiert, komponiert (abgesehen von den vier Coverversionen), produziert und vorgetragen. Zudem spielte er alle Musikinstrumente selbst ein, wobei folgende Personen die Aufnahmen ergänzten:
- Brian Lynch – Flügelhorn und Trompete in Emale, Style, We Gets Up
- Chanté Moore – zusätzlicher Gesang in La, La, La Means Eye Love U
- Eric Leeds – Baritonsaxophon in Get Yo Groove On; Flöte und Tenorsaxophon in Jam of the Year; Horn in Sex in the Summer, Style, We Gets Up; Saxophon in Dreamin’ About U, Emale, Eye Can’t Make U Love Me
- Hans-Martin Buff – Taxifahrer in Joint 2 Joint
- Hornheads (als NPG Hornz) – Baritonsaxophon, Posaune, Tenorsaxophon, Trompete in Courtin’ Time, Damned If Eye Do, Saviour, Sleep Around
- Janice Garcia – „Bold Girl“ in White Mansion
- Kate Bush – zusätzlicher Gesang in My Computer
- Kathleen Dyson (als „Kat Dyson“) – „Dirty Guitar“ in Sex in the Summer; Gitarre in Dreamin’ About U, Emale, The Love We Make; zusätzlicher Gesang in Get Yo Groove On
- Kathleen Johnson (als „Kathleen Bradford“, Schwester von Kirk Johnson) und ihre Tante Rhonda Johnson – zusätzlicher Gesang in Friend, Lover, Sister, Mother/Wife
- Kirk Johnson – Schlagzeug (Beiträge nicht definiert)
- Mayte Garcia – Backing Vocals in One of Us; spanischer Liedtext in Damned If Eye Do
- Mayte’s Friend (namentlicht nicht erwähnt) – spanischer Liedtext in Damned If Eye Do
- Michael Bland – Schlagzeug in Betcha by Golly Wow!, One of Us, Saviour
- Michael Mac – Scratchen in Joint 2 Joint; Rufe in Style
- Mike Scott – Gitarre in La, La, La Means Eye Love U
- Morris Hayes – Keyboard in Betcha by Golly Wow!, One of Us, Saviour; zusätzlicher Gesang als „Montalbo Stewart“ in Get Yo Groove On
- Poet 99 – Sprechgesang in Joint 2 Joint; Vox Sample in Face Down, Right Back Here in My Arms
- Prince (als „Azifwekaré“) – arbeitsloser Kiffer in Style
- Rhonda Smith – Fretless Bass in Eye Can’t Make U Love Me; E-Bass in Dreamin’ About U, Get Yo Groove On, Sex in the Summer, We Gets Up; zusätzlicher Gesang in Get Yo Groove On
- Ricky Peterson – Klavier in Sex in the Summer; zusätzliches Keyboard in Saviour
- Rosie Gaines – zusätzlicher Gesang in Jam of the Year
- Savion Glover – Stepptanz in Joint 2 Joint
- Scrap D. – Rap in Da, Da, Da, Mr. Happy; Rufe in Style
- Smooth G. – Rufe in Style
- Sonny Thompson – E-Bass in Betcha by Golly Wow!, One of Us, Saviour
- Steve Parke – Autohupe in Face Down
- Todd Burell – zusätzliches Keyboard in Eye Can’t Make U Love Me
- Tommy Barbarella – Keyboard in Betcha by Golly Wow!, One of Us, Saviour
- Walter Chancellor Jr. – Saxophon in Jam of the Year, Style

### Technisches Personal
- Prince – Toningenieur
- Cesar Sogbe – Toningenieur, zusätzliches Programming in Sleep Around und The Human Body
- Debbie McGuan – „Endorphinbed“-Malerei
- Hans-Martin Buff – Mixing, Toningenieur
- Jeff Katz – Fotografie
- Joe Galdo – Toningenieur, zusätzliches Programming in Sleep Around und The Human Body
- Kim Lawler – „Holly River“-Malerei
- Kirk Johnson – Arrangeur, assoziierter Produzent, „Best Man“, Toningenieur, zusätzliche Synthesizer-Programming
- Michael B. Nelson – Arrangements der Hörner in Damned If Eye Do
- Peter Mokran – Mixing, Toningenieur
- Randee St. Nicholas – zusätzliche Fotografie
- Ray Hahnfeldt – Mixing, Toningenieur
- Shane T. Keller – Mixing, Toningenieur
- Steve Durkee – Mixing, Toningenieur
- Steve Parke – Albumdesign, Computergrafik
- Tom Tucker (* 1949; † 2012) – Mixing, Toningenieur
- Vlado Meller – Mastering

## Tournee
Anlässlich von Emancipation absolvierte Prince zwei Tourneen, die beide durch die USA und Kanada führten. Die Love-4-One-Another-Charities-Tour begann am 7. Januar 1997 im Tower Theater in Upper Darby Township in Pennsylvania und endete am 28. Juni 1997 im United Center in Chicago. Die insgesamt 21 Konzerte waren alle ausverkauft und fanden in kleineren Hallen mit einem Fassungsvermögen von 1.500 bis 6.000 Zuschauern statt. Teile der Gewinne von dieser Tournee ließ Prince seiner damaligen Wohltätigkeitsorganisation „Love 4 One Another“ („Liebe Füreinander“) zukommen, die Namensgeber für seine Tournee war. Während dieser Tournee lernte er seine spätere Ehefrau Manuela Testolini (* 19. September 1976) kennen, die als Beraterin für die Wohltätigkeitsorganisation arbeitete und mit der er von 2001 bis 2006 verheiratet war.
Bei einigen Konzerten gastierte Sugar Blue und am 20. April 1997 spielte Carlos Santana in der Event Center Arena in San José (Kalifornien) bei Prince auf der Bühne.
Aufgrund von sogenanntem Ticket Scalping – ein nicht autorisierter Kartenspekulant kauft Eintrittskarten für ein Konzert und verkauft diese zu überhöhten Preisen weiter – stornierte Prince mehrere zuvor bereits angekündigte Konzerte, weil er durch diese illegalen Aktivitäten den Goodwill einer Wohltätigkeitsarbeit gefährdet sah.
Nur einen Monat nach der Love-4-One-Another-Charities-Tour startete Prince seine Jam-of-the-Year-World-Tour, die allerdings nur durch Nordamerika führte. Ursprünglich war sie als Welttournee geplant, doch als EMI-Capitol im April 1997 geschlossen wurde, wurden entsprechende Vorbereitungen von dem Musiklabel abgebrochen. Die Tournee begann am 21. Juli 1997 im Pine Knob Music Center in Oakland County in Michigan und endete am 22. Januar 1998 in der Oakland Arena in Oakland in Kalifornien. Die Tournee dauerte sechs Monate, umfasste 65 Konzerte und führte durch viele US-Städte, die Prince zuvor noch nie besucht hatte. Die Konzertlänge variierte zwischen 90 und 150 Minuten und die Setlist ähnelte der Love-4-One-Another-Charities-Tour. Anfangs gab es keine Vorgruppe, aber ab September 1997 spielte Larry Graham mit Graham Central Station für 50 bis 60 Minuten, und bei sechs Konzerten trat Chaka Khan mit ihrer Begleitband als Vorgruppe auf. Bei einigen Konzerten gastierten Doug E. Fresh und die Tänzerin Kamilah Woolfolk. Am 10. Oktober 1997 trat erneut Carlos Santana auf, diesmal im Shoreline Amphitheatre in Mountain View in Kalifornien. Die Kritiken der Jam-of-the-Year-World-Tour fielen zum Teil hervorragend aus.
Um erneut eventuelles Ticket Scalping vorzubeugen, verfolgte Prince bei seiner Jam-of-the-World-Year-World-Tour in Bezug auf geschäftliche Aspekte ein neues Konzept, das fortan als Standard für alle seiner nachfolgenden Tourneen seiner Karriere diente; seine Mitarbeiter buchten die Termine für seine Konzerte nur zwei oder drei Wochen im Voraus und nicht, wie damals in der Musikindustrie üblich, drei bis sechs Monate im Voraus. Prince und sein Team waren für den Kartenverkauf über Ticketmaster oder andere autorisierte Agenturen selbst verantwortlich, eine Aufgabe, die normalerweise von einer externen Buchungsagentur übernommen wird. Er übernahm die Promotion für seine spontan angekündigten Konzerte, in dem er in vielen Städten kurze Interviews gab oder auf Fragen antwortete, die ihm gefaxt wurden. Zudem kümmerte sich sein Team um entsprechende Werbung im Radio. Zwar waren nur wenige der üblicherweise mit einer Zuschauerkapazität von 15.000 Menschen fassenden Konzerthallen ausverkauft, doch meist spielte Prince vor mehr als 10.000 Leuten. Letztendlich war die Jam-of-the-World-Year-Tour mit einem Einspielergebnis von insgesamt 30 Millionen US-Dollar (damals ungefähr 54 Millionen DM) kommerziell erfolgreich.
Prince’ Begleitband The New Power Generation bestand während der beiden Tournee aus den folgenden fünf Mitgliedern:
- Kathleen Dyson – Backing Vocals, Gitarre
- Kirk Johnson – Backing Vocals, Schlagzeug
- Mike Scott – Backing Vocals, Rhythmusgitarrist
- Morris Hayes – Backing Vocals, Keyboard
- Rhonda Smith – Backing Vocals, E-Bass

Der Tod seines Sohnes schien Prince sehr beschäftigt zu haben, was sich auch auf seine Livekonzerte auswirkte; er integrierte nur sehr wenige Songs von Emancipation und begann bald, diese durch einige seiner Top-Ten-Hits zu ersetzen, sodass die Setlist der Jam-of-the-Year-Tour gegen Ende nahezu einer Greatest-Hits-Tour glich. Im Jahr 1997 spielte Prince über 100 Konzerte und 20 Jahre später bezeichnete Mayte Garcia die beiden Tourneen als „Flucht“ von ihm.

## Aftershows

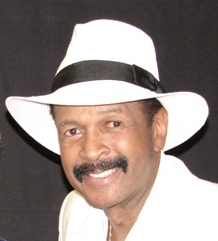
Larry Graham, 2011

Ab dem Jahr 1986 spielte Prince nach dem Hauptkonzert gelegentlich eine Aftershow, also ein weiteres Konzert nach Mitternacht. Seine Aftershows fanden in kleineren Musikclubs vor meist 300 bis 1.500 Zuschauern statt und Prince verzichtete auf die aufwendigen Bühnenshows, Choreografien und Lightshows seiner Hauptkonzerte. Zudem gestaltete er die Songauswahl anders und verzichtete oftmals auf seine Top-Ten-Hits. Höhepunkte mancher Aftershows waren Gastauftritte bekannter Musiker.
Während seiner Love-4-One-Another-Charities-Tour im Jahr 1997 spielte Prince bei fünf der 21 Konzerte eine Aftershow, wobei keine international bekannten Musiker bei ihm gastierten. Anders war dieses bei seiner Jam-of-the Year-World-Tour; bei 26 der 65 Konzerte gab er eine Aftershow und am 24. Juli 1997 traten D’Angelo und Questlove im Tramps Nightclub in New York City auf.
Am 23. August 1997 lud Prince Larry Graham zur Aftershow in der Music City Mix Factory in Nashville in Tennessee ein, den er am Abend seines Hauptkonzerts in der Nashville Arena zum ersten Mal getroffen hatte. Graham gehörte damals wie heute (2025) zu den Zeugen Jehovas und schenkte Prince das Buch You Can Live Forever in Paradise on Earth (1982) von der Glaubensgemeinschaft. Im Jahr 2001 trat Prince den Zeugen Jehovas ebenfalls bei und blieb bis zu seinem Tod Mitglied. Zwischen den beiden Musikern entwickelte sich eine „auf spiritueller Ebene“ enge Freundschaft. Abgesehen davon war Graham ab 1998 regelmäßiger Gastmusiker bei Prince-Konzerten und wirkte auch als Studiomusiker bei Prince-Produktionen mit.
Rufus Thomas trat am 24. August 1997 im New Daisy Theatre in Memphis in Tennessee bei Prince auf, und Larry Graham spielte mit Cynthia Robinson (* 1944; † 2015), Jerry Martini (* 1942) und Rose Stone (* 1945) von Sly & the Family Stone bei fünf weiteren Aftershows, wie beispielsweise nach dem Abschlusskonzert am 23. Januar 1998 im Club Townsend in San Francisco in Kalifornien.

## Rezensionen
Die meisten Musikkritiker bewerteten Emancipation überwiegend positiv und einige vertraten die Meinung, es sei Prince’ bestes Album seit Sign “☮” the Times aus dem Jahr 1987. Manche Kritiker beschwerten sich dagegen über mangelnde Experimentierfreudigkeit und waren der Meinung, Prince habe in seiner Musik keine neuen Maßstäbe gesetzt. Zudem sei das Dreifachalbum mit einer Gesamtspielzeit von drei Stunden zu lang und hätte auf maximal zwei CDs reduziert werden müssen.
Verschiedene Prince-Autoren wie Alex Hahn, Matt Thorne und Per Nilsen schrieben, Emancipation gehöre zu den stärksten Prince-Alben der 1990er Jahre oder sei sein bestes, das er unter seinem unaussprechbaren Symbol als Pseudonym aufgenommen hat; unter anderem brachte Prince als „Symbol“ The Gold Experience (1995), Chaos and Disorder und Emancipation (beide 1996), Crystal Ball und The Truth (beide 1998) sowie Rave Un2 the Joy Fantastic (1999) heraus. Die Website AOTY (Album of the Year) errechnete eine Durchschnittsbewertung von 71 %, basierend auf sieben Rezensionen englischsprachiger Medien.
Edna Gundersen von der USA Today bezeichnete Emancipation als „herausragend“ und verteilte die Höchstanzahl von vier Sternen. Das Dreifachalbum verblüffe sowohl durch „stilistische Bandbreite“ als auch durch „disziplinierten Fokus“. Prince durchstreife in 36 Songs „Genres, Stimmungen und Themen, die seine Funk-Essenz einfangen und seine Vision destillieren“. Dabei zeige er die „seltene Fähigkeit“, jedes „Motiv zu beherrschen und zu manipulieren“. Zudem habe er „vier verschiedene Songs neu“ erfunden, womit Gundersen Prince’ Coverversionen meinte. Als Fazit zog sie, künstlerisch habe Prince „nichts von seiner Majestät verloren“.
Das US-Musikmagazin Rolling Stone gab mit vier von fünf Sternen fast die Höchstanzahl. Obwohl die Gesamtspielzeit drei Stunden betrage, habe Prince „überraschend wenig“ Füllmaterial platziert. Trotzdem sei das Album „zu lang“. Aber Emancipation enthalte „einige seiner am meisten unterschätzten Songs“ wie beispielsweise In This Bed Eye Scream. Zudem wurde Prince’ „feurige“ Coverversion von One of Us und die „erstaunlich geschmeidige Version“ von La, La, La Means Eye Love U positiv hervorgehoben.
Die beiden Musikkritiker David Wilson und John Alroy verteilten auch vier von fünf Sternen. Prince sei „romantischer“ und „einfallsreicher denn je“ und die drei Balladen Dreamin’ About U, Let’s Have a Baby sowie One Kiss at a Time gehörten zu den besten, die er „je geschrieben“ habe. Stimmlich sei er „auf dem Höhepunkt“ und musikalisch „sprudelt er vor Ideen“; alle „seine Experimente funktionieren diesmal“. Die „einzigen Probleme“ entstünden, wenn Prince „auf Nummer sicher“ gehe; es existiere „zu viel Uptempo-Funk“ wie beispielsweise in Get Yo Groove On und Mr. Happy sowie „zu viele Babyface-klingende langsame Jams“ wie Somebody’s Somebody, und von den vier Coverversionen sei nur Betcha by Golly Wow! „die Mühe wert“ gewesen. Letztendlich habe Wilson „die Bewertung um einen halben Stern gesenkt, weil die schiere Menge an Musik hier die meisten Nicht-Fans überfordern“ werde, mutmaßte er.
Stephen Thomas Erlewine von AllMusic gab dreieinhalb von fünf Sternen. Obwohl die drei CDs „fast alle von hoher Qualität“ seien, falle es schwer, alle vollständig „zu verdauen“. Zwar präsentiere Prince „eine Vielzahl von Musikstilen“, betrete aber „kein Neuland“, sondern bestätige „einfach seine Stärken als Komponist und Musiker“. Emancipation reiche nicht an seine Alben wie Dirty Mind (1980), 1999 (1982) und Sign “☮” the Times (1987) heran, aber mit „seinen sanften Balladen und komplexen Jams signalisiert es, dass Prince sich würdevoll ins mittlere Alter entwickelt“ habe. Es sei „zweifellos ein reifes Werk“, dem es nicht an Ideen mangele, was bedeute, „Prince’ Können“ wachse weiter.
Mark Beaumont vom New Musical Express war enttäuscht und verteilte lediglich fünf von zehn Sternen. Zwar entstünde durch Songs wie Jam of the Year, New World und White Mansion als „erster Eindruck“ ein „Triumphgefühl“, aber „den größten Teil“ von Disc II könne man bis auf The Holy River und The Plan überspringen. Die Suche „nach den Diamanten“ und „Perlen, die in Emancipation vergraben“ seien, gleiche bei 36 Songs „manchmal der Suche nach einer Handlung im Telefonbuch“. Doch Stücke wie Courtin’ Time und Slave deuteten darauf hin, „TAFKAP“ habe „sein Talent nicht in einem Keller von Warner Bros. Records zurückgelassen“, schrieb Beaumont.
Die beiden Musikjournalisten Albert Koch und Thomas Weiland vom Musikexpress waren ebenfalls enttäuscht und gaben nur zweieinhalb von sechs Sternen. Der „Emanzipation folgt leider keine flächendeckende Erneuerung oder wenigstens Auffrischung, wie sie sich zum Beispiel im elektronischen“ The Human Body andeute. Vor allem „die schwülstige zweite CD, als Widmung an seine damalige Frau Mayte Garcia zu verstehen, ist eher für den Privatgebrauch“ von Prince geeignet. Viele Tracks des Dreifachalbums wirkten im Vergleich zu früheren Prince-Songs „einfach kraftlos und selbstplagiatorisch“, meinten die beiden.

## Kommerzieller Erfolg

### Chartplatzierungen
| ChartsChartplatzierungen       | Höchstplatzierung | Wochen |
| ------------------------------ | ----------------- | ------ |
| Deutschland (GfK)              | 21 (10 Wo.)       | 10     |
| Österreich (Ö3)                | 13 (9 Wo.)        | 9      |
| Schweiz (IFPI)                 | 1 (11 Wo.)        | 11     |
| Vereinigtes Königreich (OCC)   | 18 (7 Wo.)        | 7      |
| Vereinigte Staaten (Billboard) | 11 (21 Wo.)       | 21     |

| ChartsJahrescharts (1997)      | Platzierung |
| ------------------------------ | ----------- |
| Vereinigte Staaten (Billboard) | 146         |

| Jahr | Titel                | Höchstplatzierung, Gesamtwochen, AuszeichnungChartplatzierungen (Jahr, Titel, , Platzierungen, Wochen, Auszeichnungen, Anmerkungen) | Höchstplatzierung, Gesamtwochen, AuszeichnungChartplatzierungen (Jahr, Titel, , Platzierungen, Wochen, Auszeichnungen, Anmerkungen) | Höchstplatzierung, Gesamtwochen, AuszeichnungChartplatzierungen (Jahr, Titel, , Platzierungen, Wochen, Auszeichnungen, Anmerkungen) | Höchstplatzierung, Gesamtwochen, AuszeichnungChartplatzierungen (Jahr, Titel, , Platzierungen, Wochen, Auszeichnungen, Anmerkungen) | Höchstplatzierung, Gesamtwochen, AuszeichnungChartplatzierungen (Jahr, Titel, , Platzierungen, Wochen, Auszeichnungen, Anmerkungen) | Anmerkungen                 |
| Jahr | Titel                | DE | AT | CH | UK | US | Anmerkungen                 |
| ---- | -------------------- | --- | --- | --- | --- | --- | --------------------------- |
| 1996 | Betcha by Golly Wow! | DE62 (9 Wo.)DE | — | CH27 (5 Wo.)CH | UK11 (9 Wo.)UK | USn.v.US | Nicht weltweit ausgekoppelt |
| 1997 | The Holy River       | DE92 (6 Wo.)DE | — | — | UK19 (7 Wo.)UK | USn.v.US | Nicht weltweit ausgekoppelt |

Beide Singles sowie My Computer konnten international keinen Gold- oder Platinstatus erreichen.

### Auszeichnungen für Musikverkäufe
Emancipation wurde seit 1996 weltweit ungefähr drei Millionen Mal verkauft.

| Land/Region                  | Auszeichnungen für Musikverkäufe (Land/Region, Auszeichnung, Verkäufe) | Verkäufe  |
| ---------------------------- | ---------------------------------------------------------------------- | --------- |
| Japan (RIAJ)                 | Gold                                                                   | 100.000   |
| Kanada (MC)                  | Platin                                                                 | 100.000   |
| Vereinigte Staaten (RIAA)    | 2× Platin                                                              | 2.000.000 |
| Vereinigtes Königreich (BPI) | Gold                                                                   | 100.000   |
| Insgesamt                    | 2× Gold · 3× Platin ·                                                  | 2.300.000 |

Hauptartikel: Prince/Auszeichnungen für Musikverkäufe
Im Februar 1997 zeichnete die Recording Industry Association of America (kurz: RIAA) Emancipation in den USA für 2.000.000 verkaufter Tonträger zwar mit Doppelplatinstatus aus, tatsächlich wurden aber nur ungefähr 570.000 Einheiten abgesetzt; die Zahl wurde automatisch verdreifacht, weil jede CD einzeln gezählt wurde. Darüber hinaus stützt sich RIAA bei seinen Zertifizierungen auf die Anzahl der Alben, die an Plattenläden geliefert werden, und nicht auf die Anzahl der tatsächlich verkauften CDs – vom Dreifachalbum wurden 700.000 Exemplare an Plattenläden geliefert. Die US-Zeitschrift Entertainment Weekly bezeichnete die Behauptung, Emancipation habe Doppelplatin erzielt, als „großdimensionale Diskrepanz“. Ein Pressesprecher von EMI-Capitol sagte dazu, es liege an der RIAA: „Sie machen die Regeln, nicht wir“.

## Preise
Prince wurde in und für die Emancipation-Ära mit folgenden Preisen geehrt:

### NAACP Image Awards
8. Februar 1997: Sonderpreis „Special Achievement Award“ („Auszeichnung für besondere Leistungen“) bei den NAACP Image Awards 1997.

### Minnesota Black Music Awards
7. Juni 1997: Ehrenpreis „Lifetime-Achievement Award“ („Auszeichnung für Lebenswerk“) an seinem 39. Geburtstag.

### Minnesota Music Awards
17. Juli 1997: Emancipation gewann in der Kategorie „Best R&B Recording“.